# Taborstraße

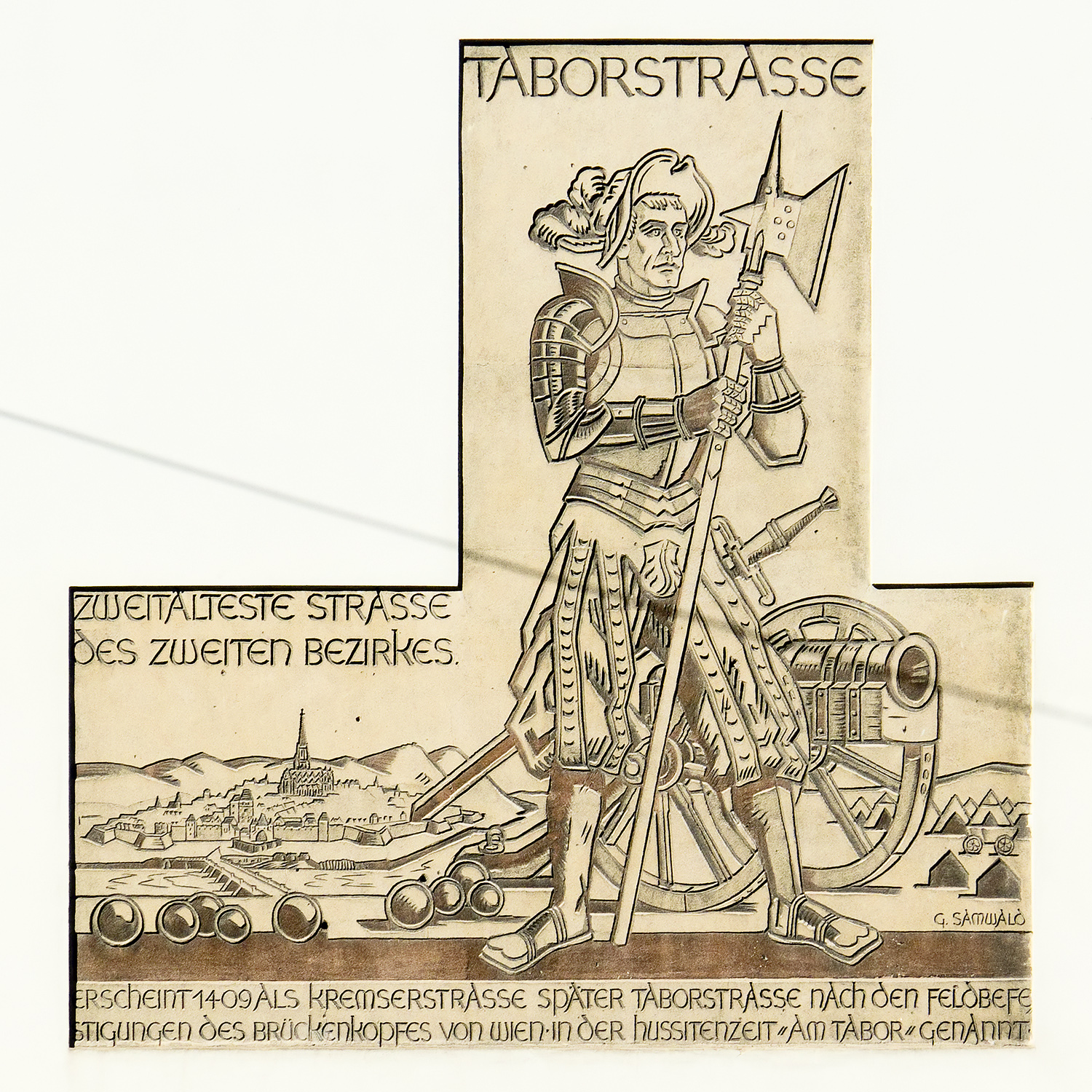
Sgraffito an der Ostwand der Karmeliterkirche

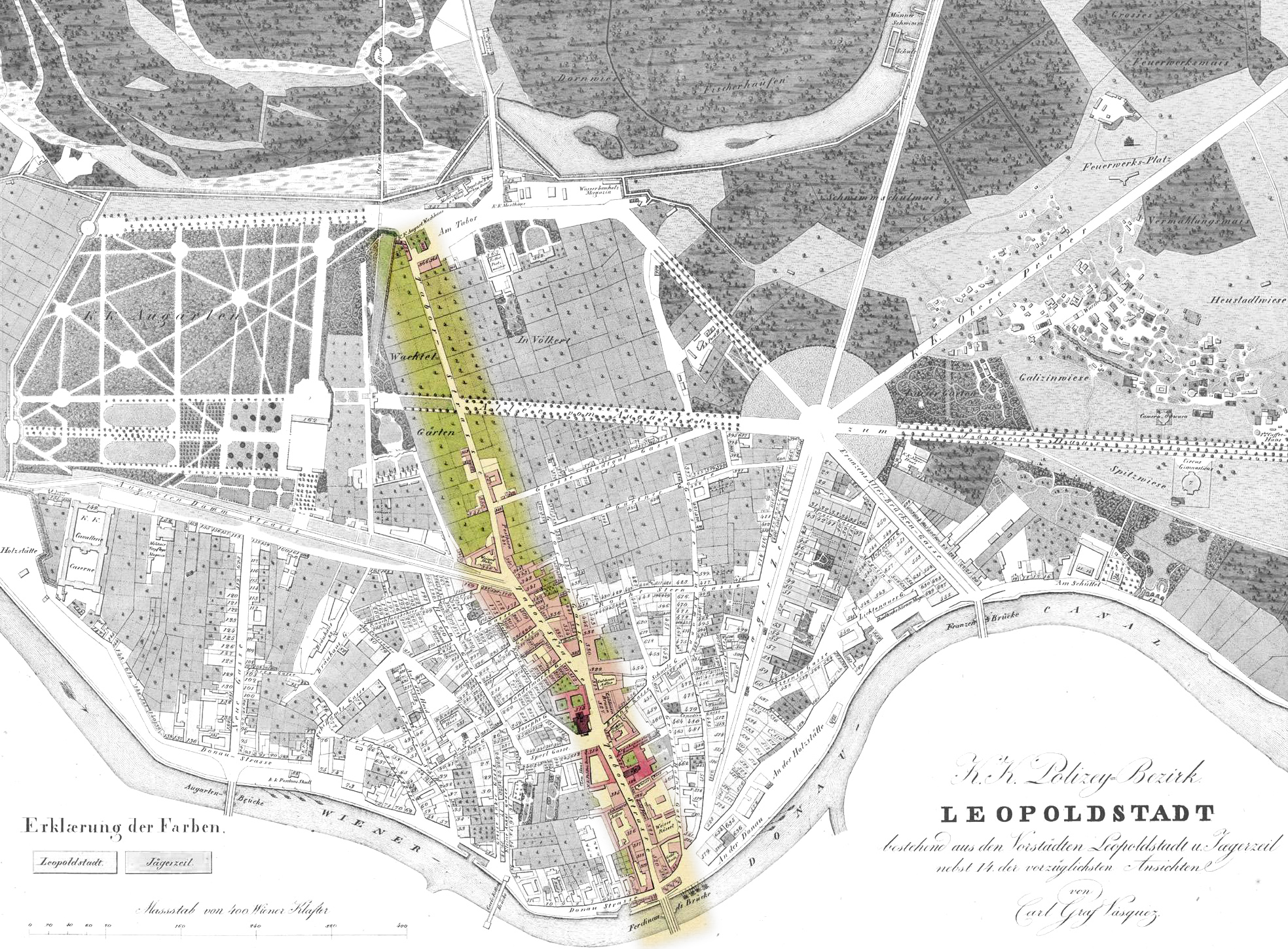
Taborstraße um 1830: Der damalige nördliche Teil bis zur heutigen Nordwestbahnstraße ist noch weitestgehend unverbaut

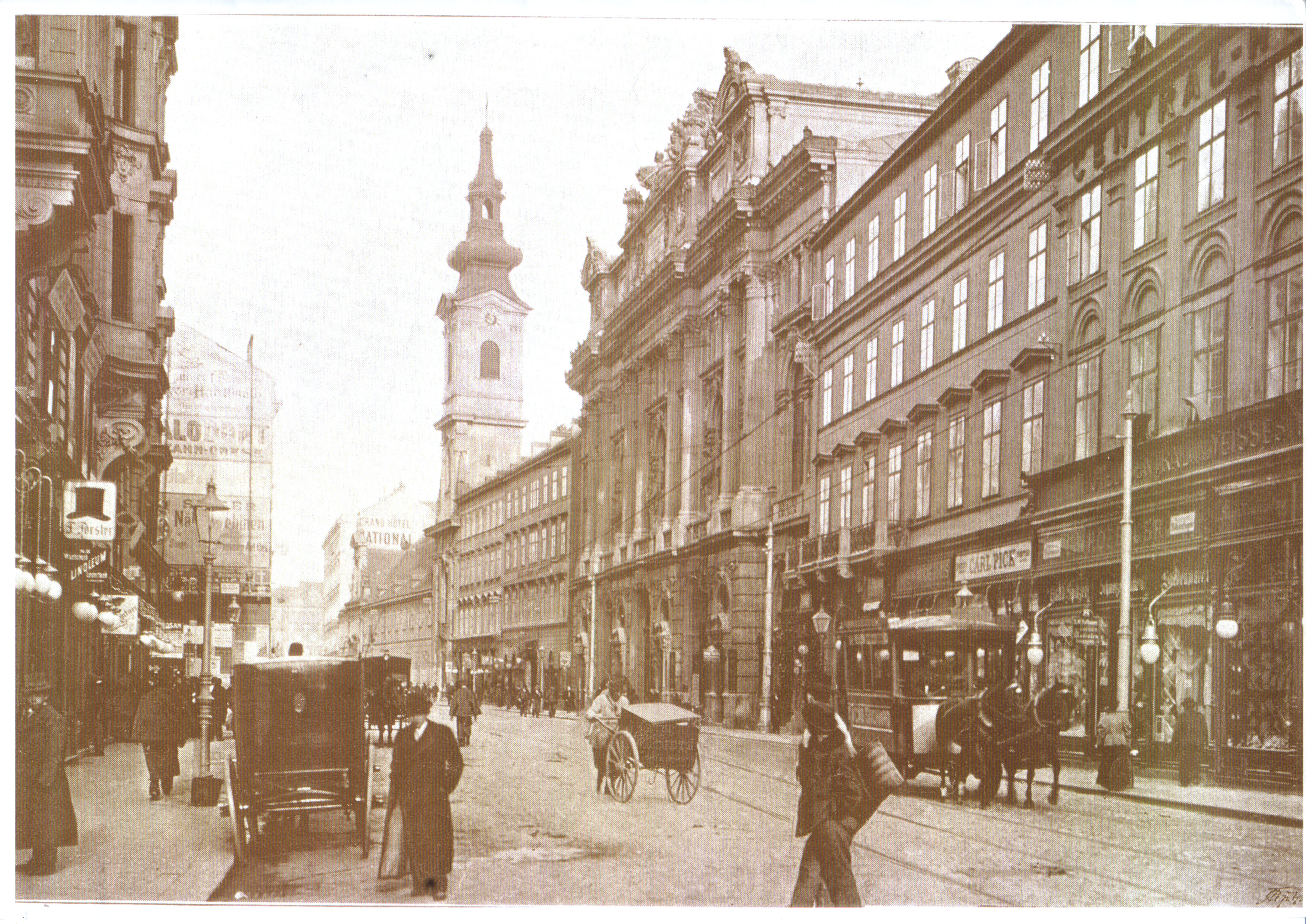
Die Produktenbörse auf Nr. 10, dahinter die Kirche der Barmherzigen Brüder auf Nr. 16, nach 1890

Die Taborstraße im 2. Wiener Gemeindebezirk, Leopoldstadt, verläuft zwischen Donaukanal und Vorgartenstraße, u. a. am Rand von Karmeliterviertel, Volkertviertel und Alliiertenviertel. Sie ist seit 2011 mit der damals bekanntgegebenen Verlängerung, die sich zum Teil noch im Planungs- bzw. Baustadium befindet, etwa 2,5 km lang. An der westlichen, linken Straßenseite grenzt von der Nordwestbahnstraße zur Nordbahnstraße seit 1900 der damals von der Leopoldstadt abgetrennte 20. Bezirk, Brigittenau, an. Die 2011 beschlossene Verlängerung um 600 m befindet sich (nach der letzten Namensänderung der Viertel) im Nordbahnviertel. Ihren heutigen Namen erhielt die Straße um 1850.

## Allgemeines

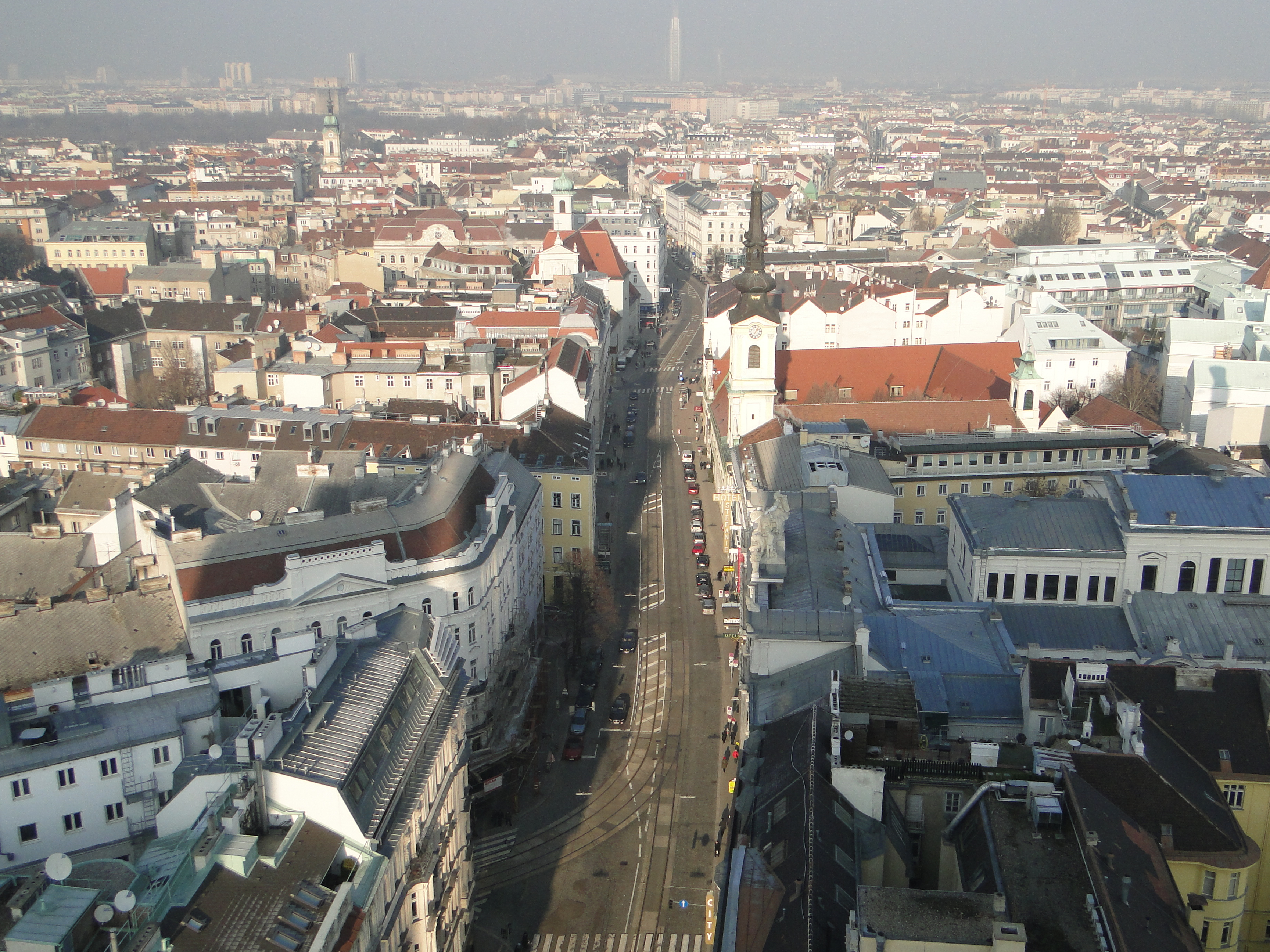
Südliche Taborstraße vom Design Tower aus fotografiert

Die Taborstraße zählt zu den ältesten Straßen Wiens. Sie wurde 1406 als Kremser Straße erstmals schriftlich genannt; diese Bezeichnung war bis zum 16. Jahrhundert in Gebrauch. Später wurde sie nach den Tabor genannten Befestigungsanlagen benannt, deren eine sich seit dem 15. Jahrhundert am heutigen Gaußplatz am Ufer der unregulierten Donau bzw. am Rand der Donauauen befand. Von dort führten Brücken bzw. Fähren über die Donauarme Richtung Floridsdorf (1698 wurde der Tabor verlegt).
Die Taborstraße wurde auf Grund ihrer Verkehrsbedeutung zur Hauptstraße der 1850 in die Stadt Wien eingemeindeten Leopoldstadt und ist bis heute neben der Praterstraße eine der wichtigsten Geschäftsstraßen des 2. Bezirks.
Im März 2011 wurde die Verlängerung der Taborstraße um etwa vier Häuserblöcke auf das Stadtentwicklungsgebiet Nordbahnhof beschlossen. Sie unterquert dort die Nordbahn, wird von der Bruno-Marek-Allee und der Leystraße gekreuzt und führt bis zur Vorgartenstraße am östlichen Rand des Neubaugebiets. Der letzte Häuserblock (mit Nr. 126), zwischen Leystraße und Vorgartenstraße, besteht seit 2013.

## Geschichte
Der wirtschaftliche Aufstieg begann schon im späten Mittelalter. 1368 wurde etwa dort, wo sich heute die Schwedenbrücke über den Donaukanal befindet, die so genannte Schlagbrücke (eigentlich Schlachtbrücke, weil hier die Rinderschlachtungen vorzunehmen waren) erwähnt, jahrhundertelang der einzige Donauübergang in dieser Region. Von dort verlief ein Fahrweg durch den Auwald des Unteren Werds, wie die Insel genannt wurde, zum bis 1698 in Funktion gebliebenen Alten Tabor, dem heutigen Gaußplatz an der Bezirksgrenze 2 / 20. Vom Alten Tabor führten ab 1439 Brücken über die anderen Donauarme zu den Fernstraßen nach Prag und Brünn und zur am Nordufer der Donau stromaufwärts nach Krems (Wachau) führenden Straße.
Herzog Albrecht V. von Österreich (seit 1438 König Albrecht II.) ordnete 1433 an, dass Durchreisende in Herbergen übernachten müssen, worauf am stadtseitigen Beginn der Taborstraße, beim heutigen Donaukanal, neue Gasthöfe entstanden.
Ab 1624 breitete sich westlich der Straße die Siedlung der aus Wien vertriebenen Juden aus. 1669/1670 wurden sie auch von hier vertrieben, kehrten aber später wieder auf die Mazzesinsel bei der Taborstraße zurück. Östlich der Straße siedelten sich 1614 die Barmherzigen Brüder an, die hier seither ein Spital betreiben.
1698 wurde der Tabor als Befestigungsanlage und Mautstelle dorthin verlegt, wo sich heute noch das historische Mauthaus befindet (Taborstraße 80/Am Tabor 2). Bis etwa 1800 war die Verbauung links und rechts der Straße bei der Oberen Augartenstraße angelangt (wo sich der Weg zum Gaußplatz bzw. zum neuen Tabor gabelte).
Im 19. Jahrhundert reduzierte sich die Bedeutung der Taborstraße als Fernverkehrsweg. Die hier 1838 eröffnete Kaiser Ferdinands-Nordbahn mit dem Nordbahnhof, bald der wichtigste Bahnhof der Monarchie, wurde in den Auwald gebaut. Ebenso entstand später die Nordwestbahn mit dem 1872 eröffneten Kopfbahnhof direkt an der Taborstraße. 1870–1875 fand eine große Donauregulierung statt, die der Taborstraße nahe Wasserwege beseitigte, aber Platz für neue Stadtviertel schuf (siehe u. a. Fahnenstangenwasser).
Die drei Großprojekte veränderten die Stadtlandschaft am nördlichen Ende der Taborstraße stark und führten dazu, dass sich Verkehrsströme auf andere Verkehrsmittel und andere Routen verlagerten. Die Taborstraße war nun vor allem Hauptstraße eines von starker Bevölkerungszunahme charakterisierten Stadtteils.

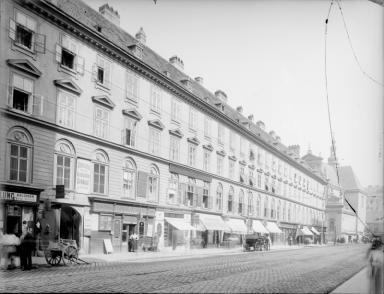
Nr. 17: „Zum goldenen Hirschen“, um 1902
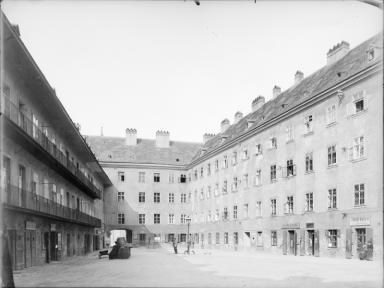
Nr. 17, um 1902
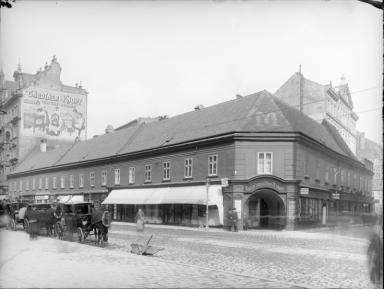
Nr. 20, Ecke Schmelzgasse, „Zum goldenen Brunnen“, um 1902
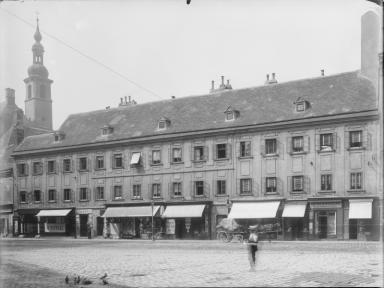
Nr. 21, dahinter die Karmeliterkirche, um 1902
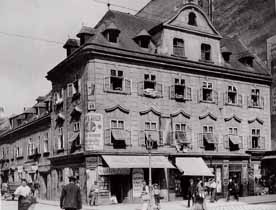
Nr. 48, Ecke Novaragasse, um 1880

## Bauten
Bemerkenswerte heutige und ehemalige Bauten an der Taborstraße sind unter anderen folgende (ungerade Hausnummern an der westlichen, gerade an der östlichen Straßenseite; die Nummerierung beginnt am Donaukanal):
- Nr. 1: Mediatower der Verlagsgruppe News (Architekt: Hans Hollein), fertiggestellt 2001. Hier stand bis 1912 das „Kroatenhaus“, ein kleines Haus, in dem sich ein Café von Ignaz Wagner, Vater einer Geliebten Ferdinand Raimunds, befand. Dieser wohnte hier kurz vor seinem Tod. Im 1997 abgerissenen Nachfolgebau („ÖMV-Haus“) befand sich ab 1955 der Mineralölkonzern OMV.
- Nr. 2, Ecke Praterstraße 1–7: Uniqa Hotel- und Geschäftsgebäude (Hotel Sofitel und Stilwerk, Architekt: Jean Nouvel, Hauptadresse: Praterstraße 1), eröffnet 2010. 1770 brach hier in der Herberge zum „Goldenen Lamm“ ein Brand aus, bei dem Kaiser Joseph II. beinahe von einer einstürzenden Mauer erschlagen worden wäre. Mehrmaliger Besucher im 1873 an diesem Standort errichteten Hotel Continental, das bis 1945 bestand, war Otto von Bismarck.
- Nr. 8, 8A und 8B: Hotel Central, errichtet 1914 von Siegfried Theiss und Hans Jaksch; zuvor Einkehrgasthof, dann jüdisches Bethaus. Weiters 1916–1996 Tabor-Kino, mit ursprünglich 1000, später 500 Plätzen eines der größten Wiens.[1]
- Nr. 10: ehem. Börse für landwirtschaftliche Produkte, heute als Odeon Bühne des Serapionstheaters, vorher Einkehrgasthof
- Nr. 12: Hotel Stefanie, seit 1872, benannt nach Kronprinzessin Stephanie, zuvor Einkehrgasthof
- Nr. 16: Klosterkirche der Barmherzigen Brüder mit Kloster und Klosterapotheke, Krankenhaus der Barmherzigen Brüder seit 1614, Spitalseingang: Große Mohrengasse 9
- Nr. 17, 17A, 17B: Neubau von 1911; zuvor Großwohnhaus Zum Goldenen Hirschen, u. a. Wohnsitz von Johann Strauss (Vater)

- zwischen Nr. 17 und 17A: Lassingleithnerplatz
- zwischen Nr. 17B und 19: Karmeliterkirche St. Josef und Karmeliterplatz

- Nr. 18, Ecke Schmelzgasse: Ehemals Hotel National, nach 1847 erbaut, Architekten Ludwig Förster und Theophil Hansen, Gebäude seit 2009 im Eigentum des Spitals der Barmherzigen Brüder, seit 2019 unter Denkmalschutz, Ausbau für Spitalszwecke geplant[2]

- Nr. 20, Ecke Schmelzgasse: ehemals Einkehrwirtshaus Zum goldenen Brunnen, 1908 demoliert
- Nr. 24: Hier befand sich 1864–1877 das heutige Sigmund-Freud-Gymnasium, damals eine städtische Schule; der Turnsaal war im Nachbarhaus Glockengasse 2. Freud hat hier 1873 maturiert.
- bei Nr. 26: Denkmal für Julius Ofner (1845–1924), Sozialpolitiker, Reichsratsabgeordneter, 1919 Mitglied der Konstituierenden Nationalversammlung; von Karl Wollek, 1932 enthüllt, in der NS-Zeit 1943 entfernt, 1948 provisorisch und 1954 definitiv wieder aufgestellt; siehe auch Ofnergasse
- Nr. 36: In dem 1912 von Erwin Raimann erbauten Haus war ehemals das Helios-Kino (1913–1983 / 1988) untergebracht.[3] Die ondulierende Erkerfassade weist in den Parapetfeldern des fünften Obergeschoßes Relieffelder mit liegenden Aktfiguren auf.
- Nr. 39, Ecke Obere Augartenstraße: früher Hotel Bayrischer Hof mit Bayrischer Bierstube und Festsaal
- bei Nr. 39 und 40: U-Bahn-Station Taborstraße (erbaut 2003–2008)
- Nr. 72: Hier wohnte um 1900 als Kind der spätere Architekt Richard Neutra mit seinen Eltern.
- Nr. 80, Ecke Am Tabor 2: historisches Mauthaus Am Tabor (am einst hier vorbeifließenden Donauarm befand sich lang das nördliche Ende der Taborstraße)
- bei Nr. 89: Johannes-Nepomuk-Kapelle (Am Tabor) (unmittelbar neben der Kapelle verläuft die Grenze zum 20. Bezirk)
- Nr. 89–93: ehemals Halle des Nordwestbahnhofs (20. Bezirk)
- Nr. 90–92, Identadresse: Trunnerstraße 1–3: ehemalige Landwirtschaftlich-chemische Bundesversuchsanstalt, seit 2001 Sitz des Bezirksgerichtes Leopoldstadt. Der ursprünglich erste Bauteil (k.k. Landwirthschaftlich-chemische Versuchsstation in Wien), Trunnerstraße 3, wurde 1893/94 von Franz Berger (1853–1938) erbaut. Der an der Taborstraße gelegene Bauteil samt Portal (Trunnerstraße 1) dürfte zwischen 1898 und 1900 entstanden sein.[4]
- Nr. 94, Ecke Marinelligasse 1: Gemeindebau Marinellihof, erbaut 1926 (Arch. Leopold Schulz), benannt nach Karl von Marinelli, Direktor des Leopoldstädter Theaters
- Nr. 120, Identadresse Leystraße 160: Bildungscampus Christine Nöstlinger im Nordbahnviertel, wegen seiner charakteristischen Grundrissform „Blume“ genannt; eröffnet im Herbst 2020[5]

## Verkehr

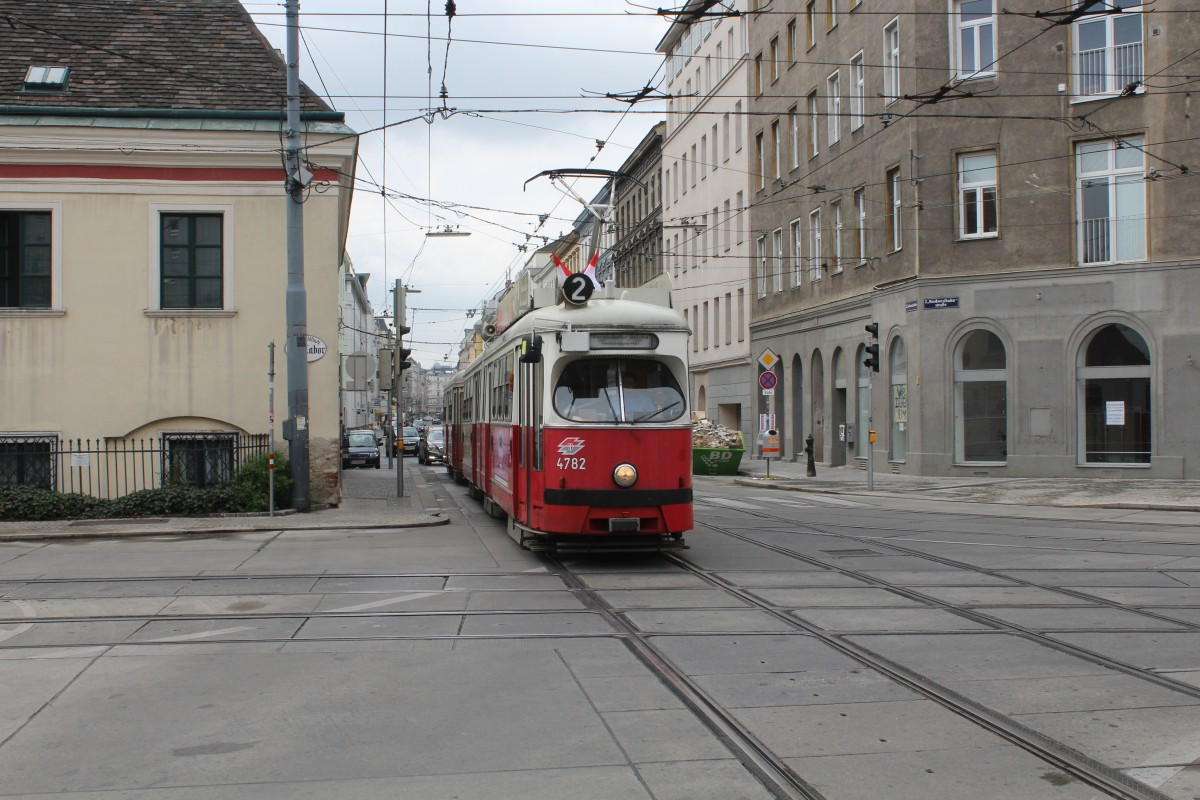
Straßenbahnverkehr auf der Kreuzung der Taborstraße mit Am Tabor und Nordwestbahnstraße, wo die durch die Taborstraße fahrende Linie 2 die Linie 5 kreuzt (2015)

17 Jahre nach der Betriebsaufnahme der ersten Pferdetramway in Wien verkehrte dieses Verkehrsmittel 1882 zum ersten Mal von der Schwedenbrücke durch die Taborstraße bis zum Nordwestbahnhof. Seit 1869 verkehrte es aber schon auf dem Franz-Josefs-Kai und seit 1873 kreuzte die seit 1907 (und bis heute) Linie 5 genannte Strecke, die mehrere Wiener Kopfbahnhöfe verbindet, die Taborstraße zwischen Trunnerstraße (später Am Tabor) und Nordwestbahnstraße.
1897 war der 5er die erste elektrische Straßenbahnlinie Wiens, die Strecke durch die innere Taborstraße folgte im Jahr 1900. 1901 wurde der Abschnitt vom Nordwestbahnhof zur Dresdner Straße gebaut und sofort elektrisch betrieben. Im gleichen Jahr wurden auch Abzweigungen in die Heinestraße (zum Praterstern; seit 2008 nur bei Umleitungen verwendet) und in die Obere Augartenstraße (zur Augartenbrücke; im Personenverkehr bis 1945 genützt, Jahrzehnte später abgetragen) gebaut.
Auf diesen Strecken verkehrten diverse Linien, am längsten die Linien O (1907–1977) in die Brigittenau und C (1910–1960) nach Kaisermühlen. Seit 2008 fährt die Linie 2 durch die Taborstraße, die bei der Oberen Augartenstraße auf die in Tieflage gebaute U-Bahn-Linie U2 mit der U-Bahn-Station Taborstraße trifft. Der 2er befährt zentrumsseitig die südliche Hälfte der Ringlinie um die Altstadt und endet im Norden bei der Floridsdorfer Brücke im 20. Bezirk.
Am südlichen Ende der Taborstraße befindet sich jenseits des Donaukanals die U-Bahn-Station Schwedenplatz der Linien U1 und U4.
Dem Individualverkehr bietet die Taborstraße nordwärts mit der anschließenden Dresdner Straße usw. eine Zufahrt zur Floridsdorfer Brücke über die Donau und zur linksufrigen Donauuferautobahn. Südwärts biegt man von der Taborstraße stromaufwärts in die Obere Donaustraße und stromabwärts in den Franz-Josefs-Kai ein. Der Querschnitt der Fahrbahn der Taborstraße ist allerdings gering; neben geparkten Fahrzeugen steht dem Autoverkehr zumeist nur der Fahrbahnteil zur Verfügung, der auch von der Straßenbahn benützt wird. Nur im nördlichsten Teil ist die Straße etwas breiter.
Der Bau einer 2,2 Kilometer langen Straßenbahn-Neubaustrecke von der U-Bahn-Stationen Vorgartenstraße über Taborstraße ist in Bau, hier wird die neue Linie 12 verkehren.

## Weitere Informationen
- Im Uniqa-Hotel- und Geschäftsgebäude auf Nr. 2 hat im Dezember 2010 ein Designkaufhaus der Kette Stilwerk eröffnet.

- An der Ecke zur Blumauergasse befindet sich der vor allem von jugendlichem Publikum frequentierte Club Bricks. Mehrmals im Jahr finden in der gesamten Gasse Flohmärkte statt.

- In den 2000er Jahren rückte die Taborstraße durch die Krimiserie Trautmann des ORF-Fernsehens und der MR Film in das mediale Blickfeld.

## Galerie

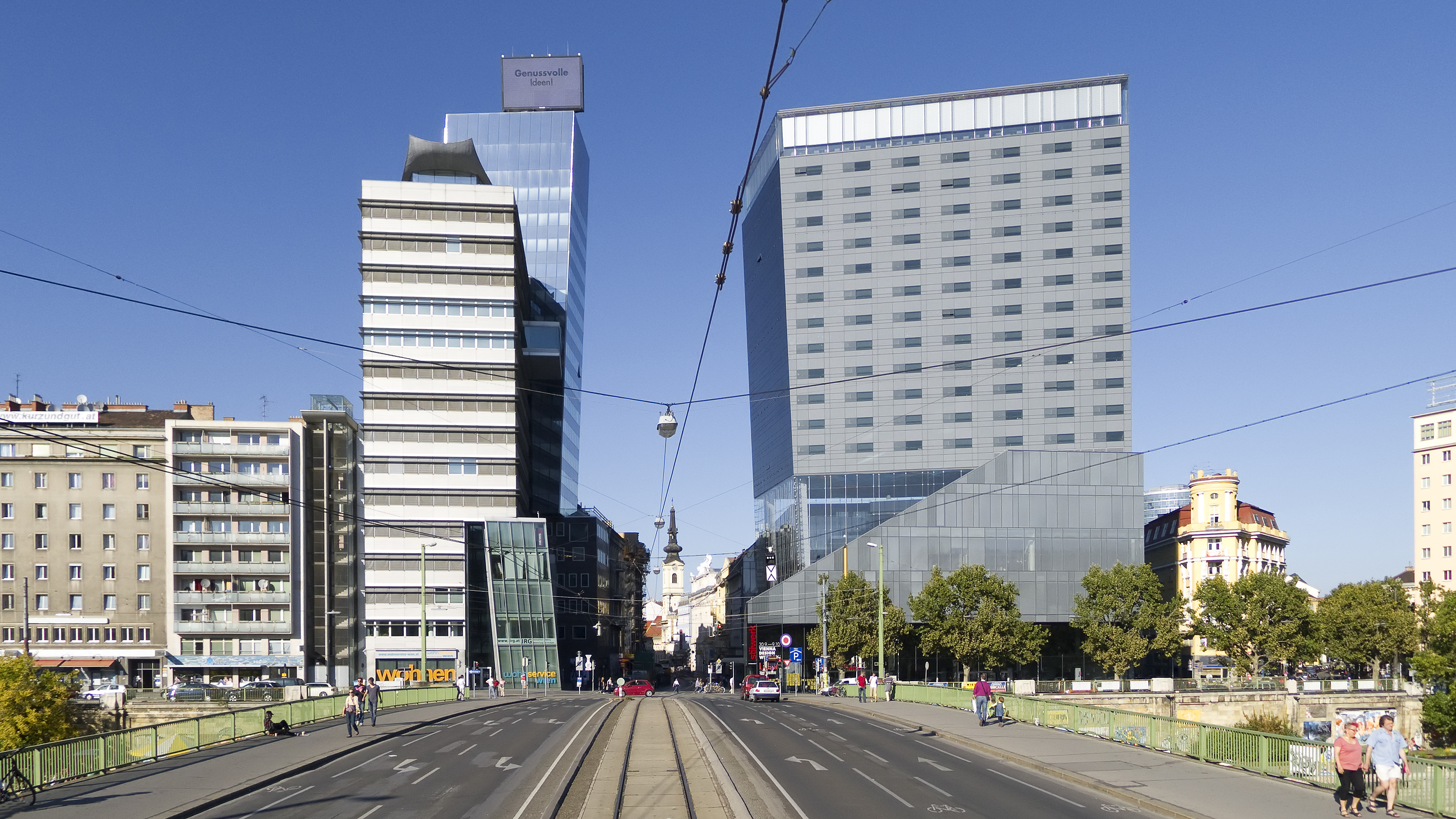
Die Taborstraße ab Nr. 1, Kreuzung Obere Donaustraße
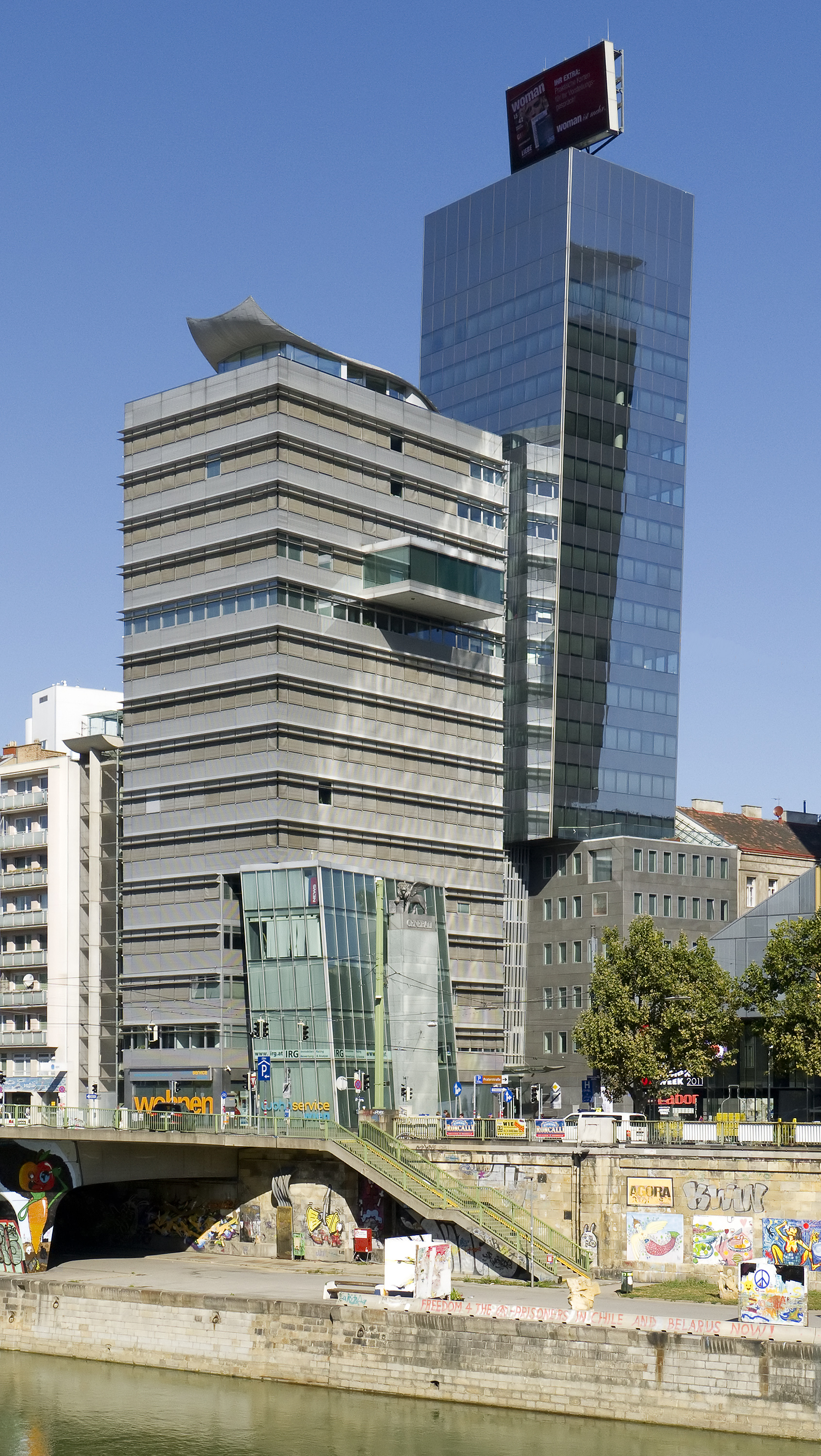
Nr. 1, Media-Tower
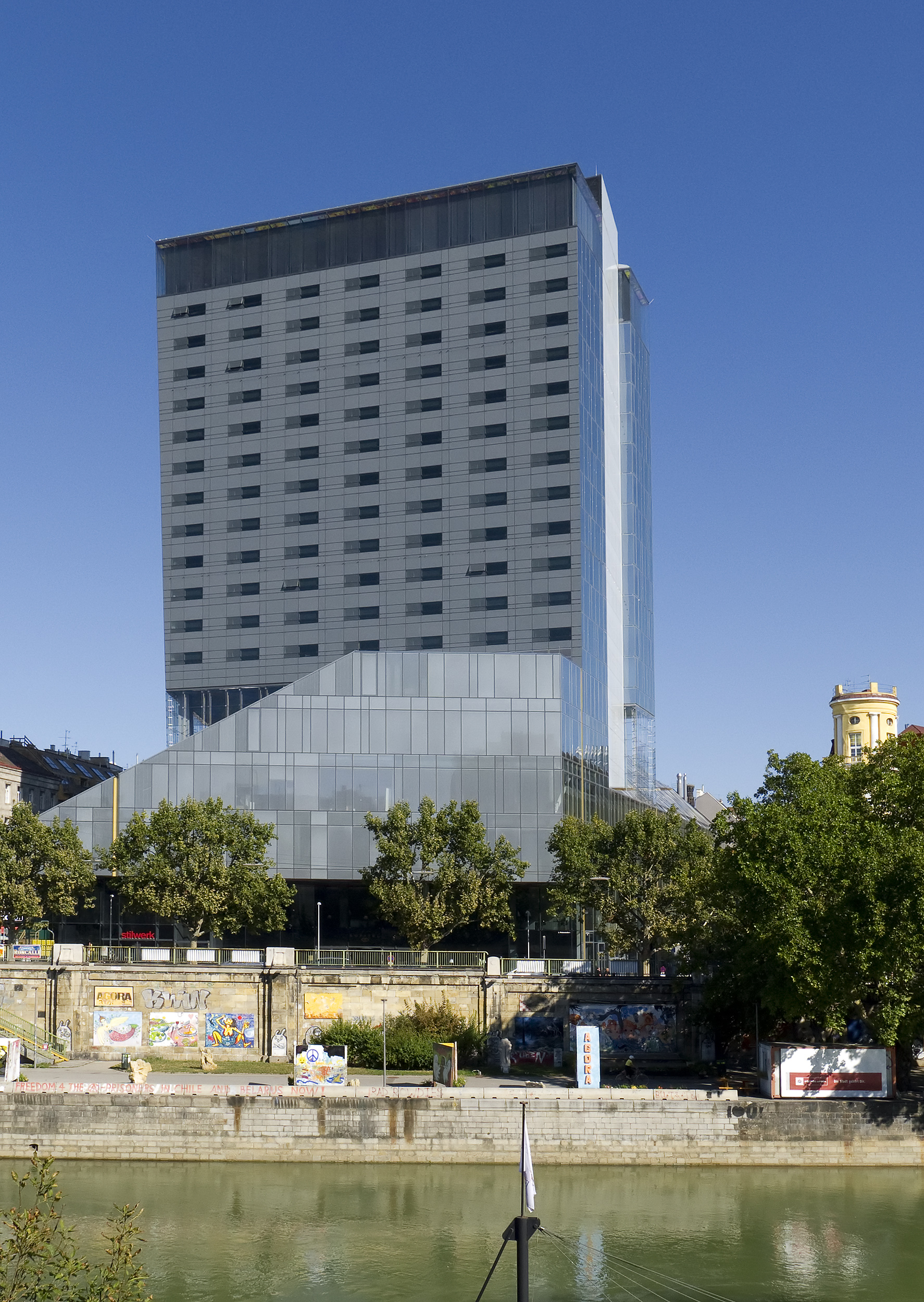
Nr. 2, Uniqa-Gebäude
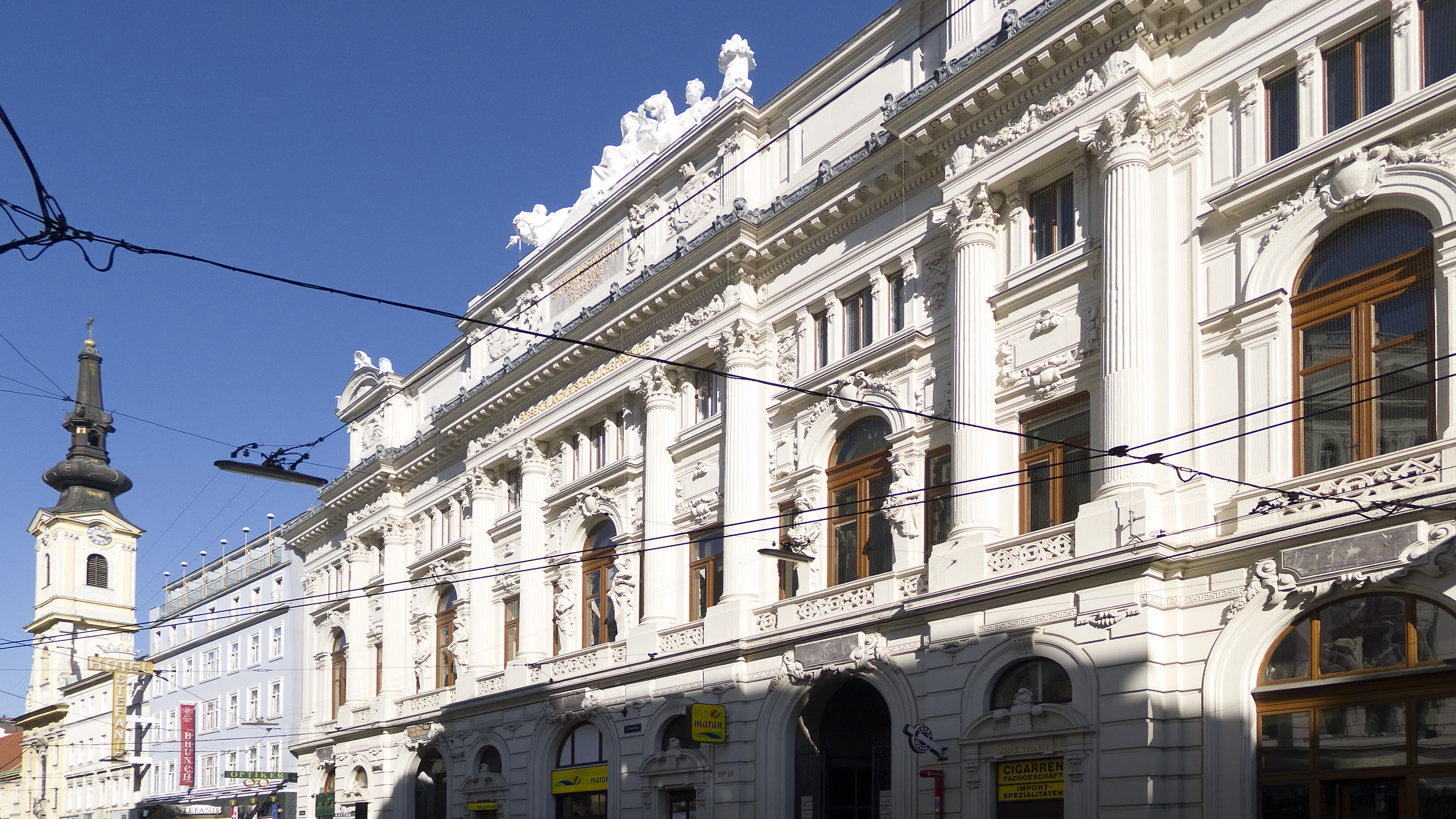
Nr. 10, Produktenbörse
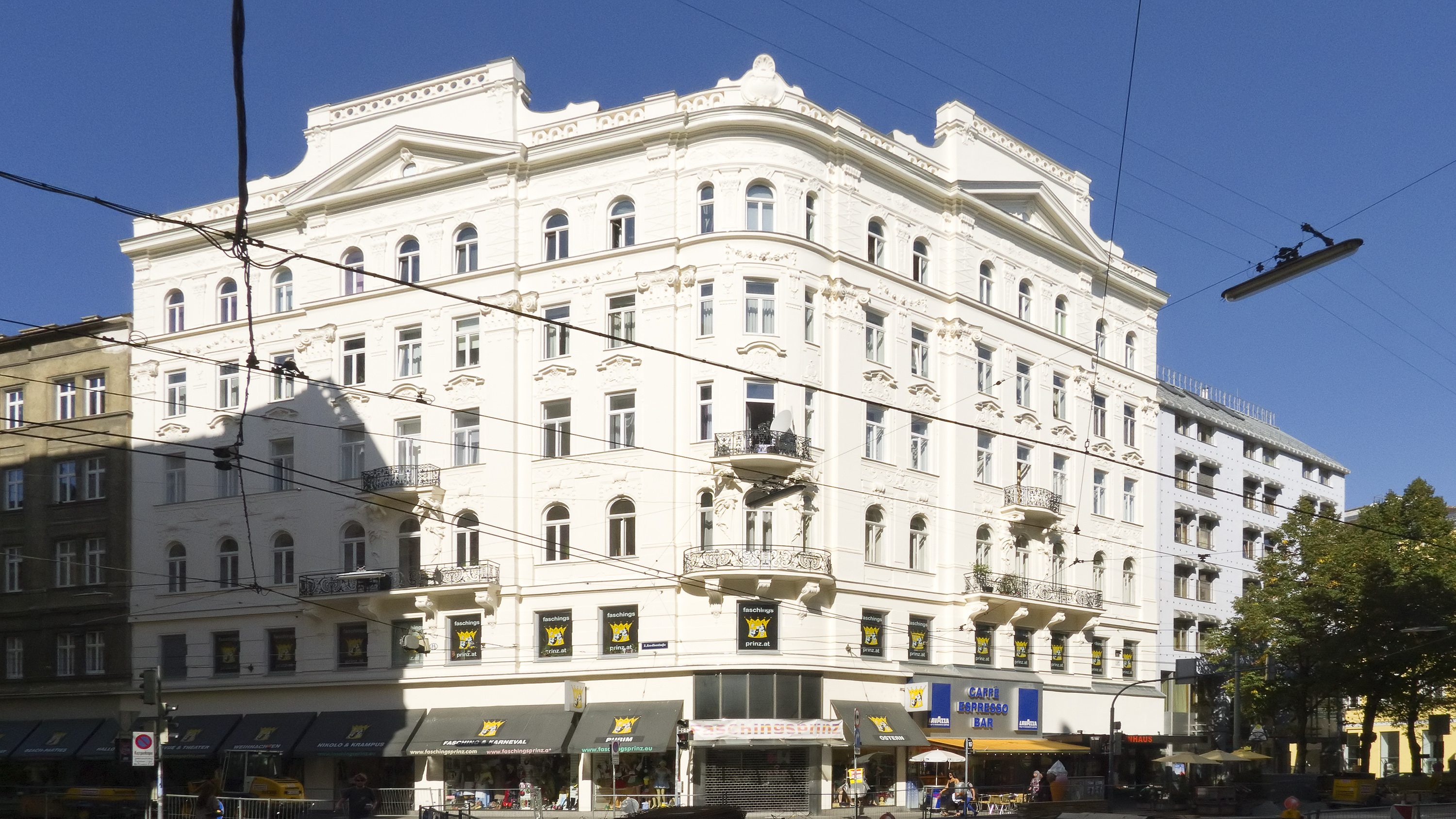
Nr. 11b, Wohn- und Geschäftshaus
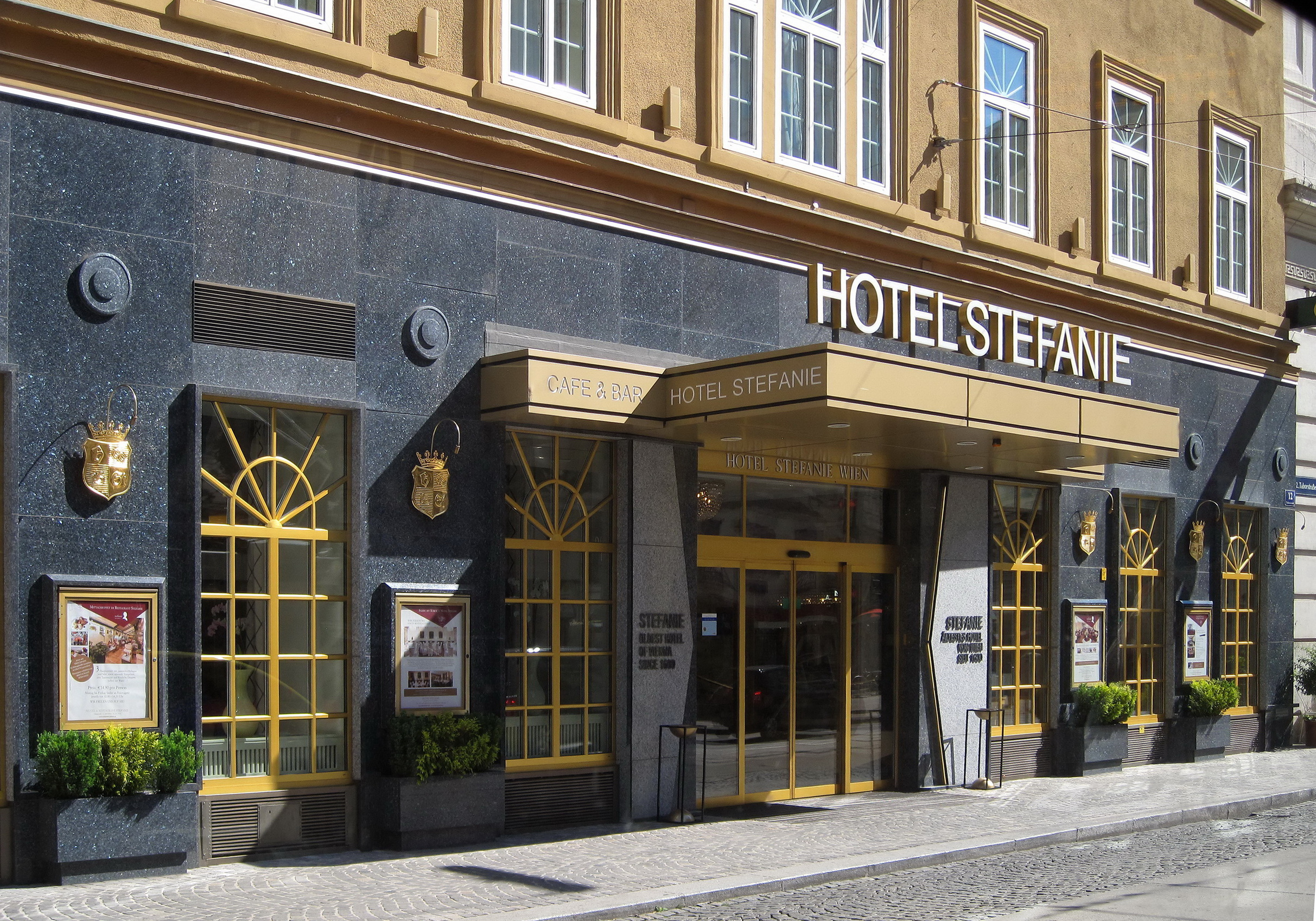
Nr. 12, Eingangsbereich Hotel Stefanie (ältestes Hotel in Wien)
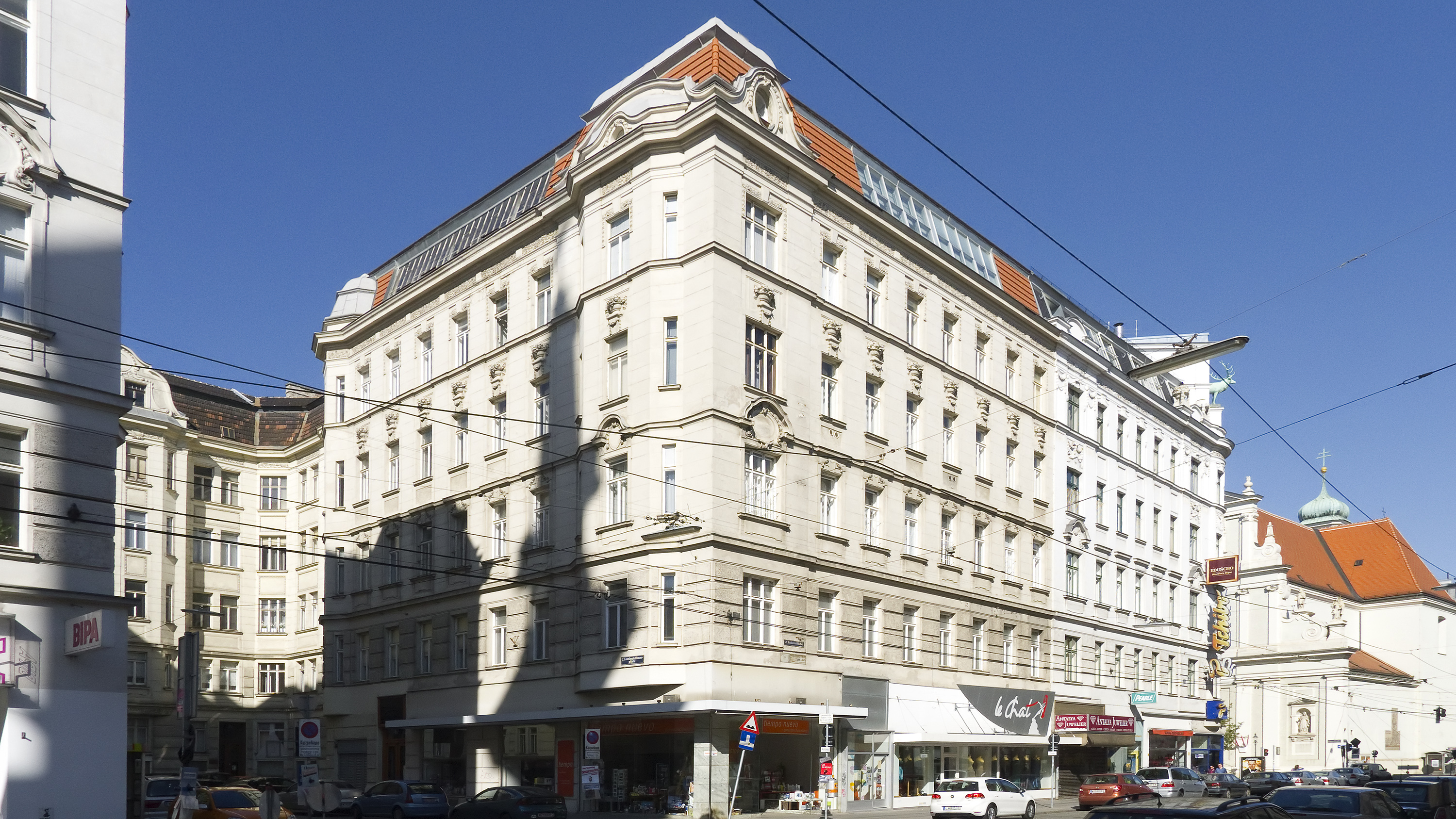
Nr. 17 (ganz links), 17A und 17B, Wohn- und Geschäftshaus (vor 17A: Lassingleithnerplatz)
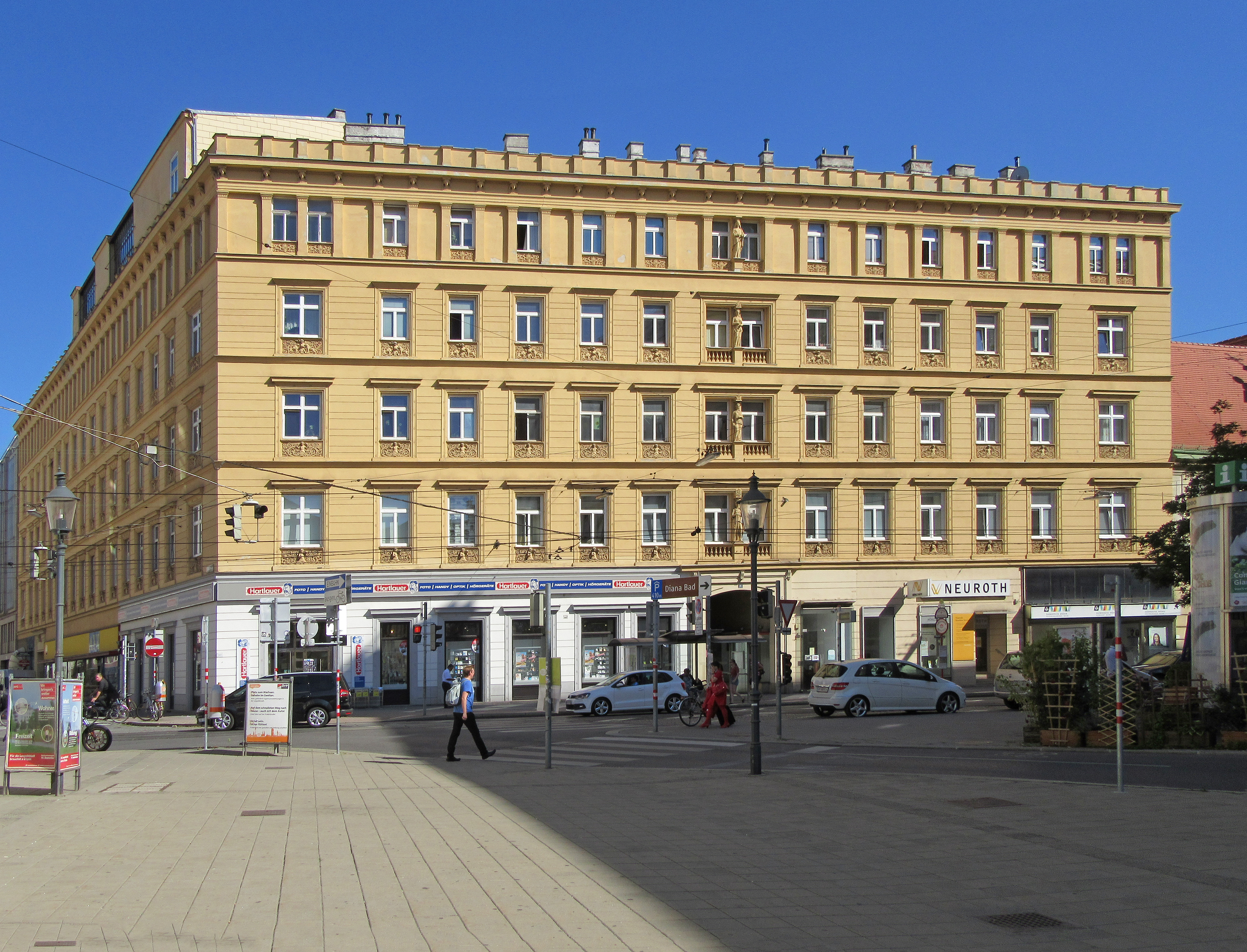
Nr. 18, ehem. Hotel National
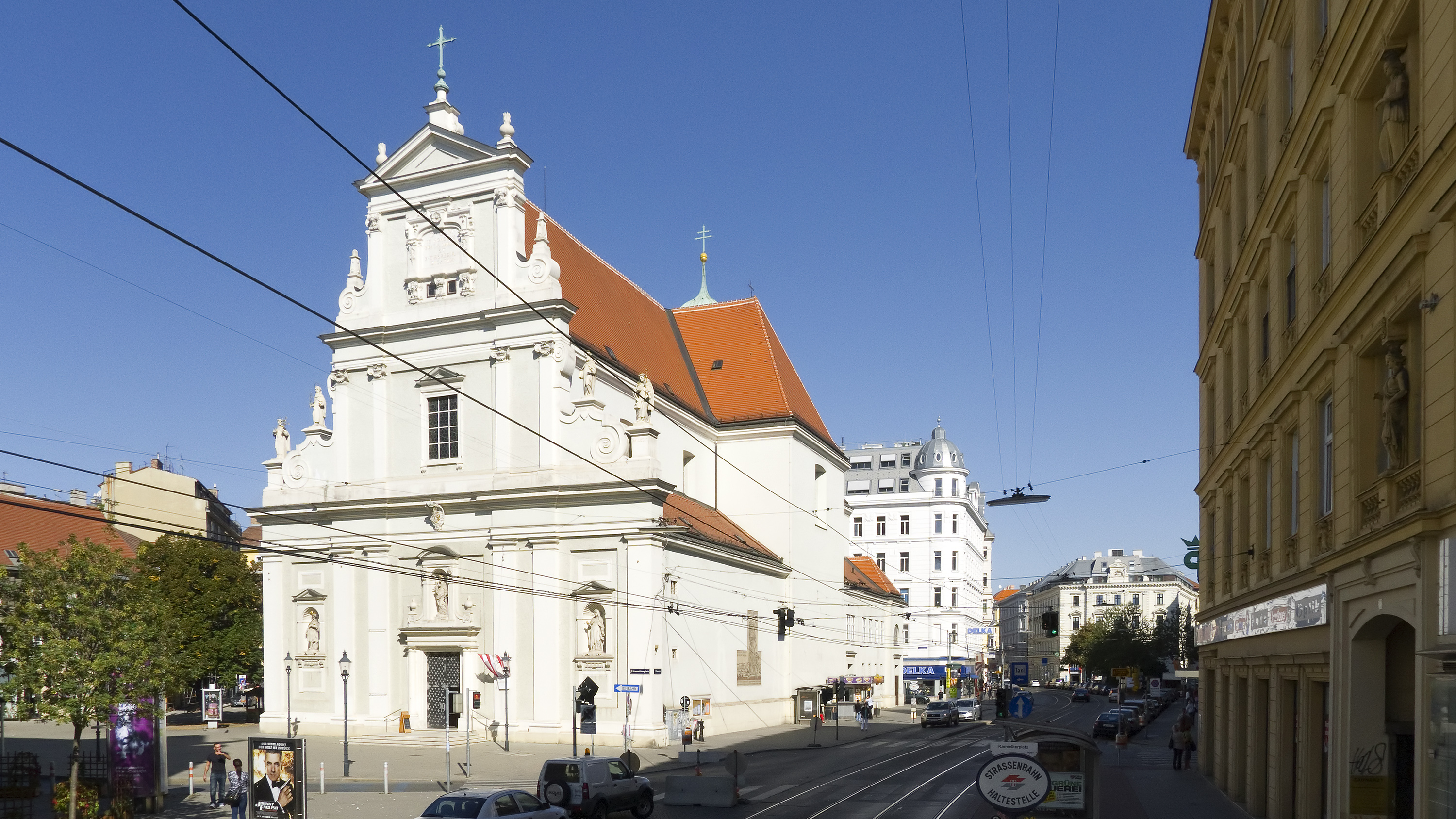
Bei Nr. 19: Karmeliterkirche
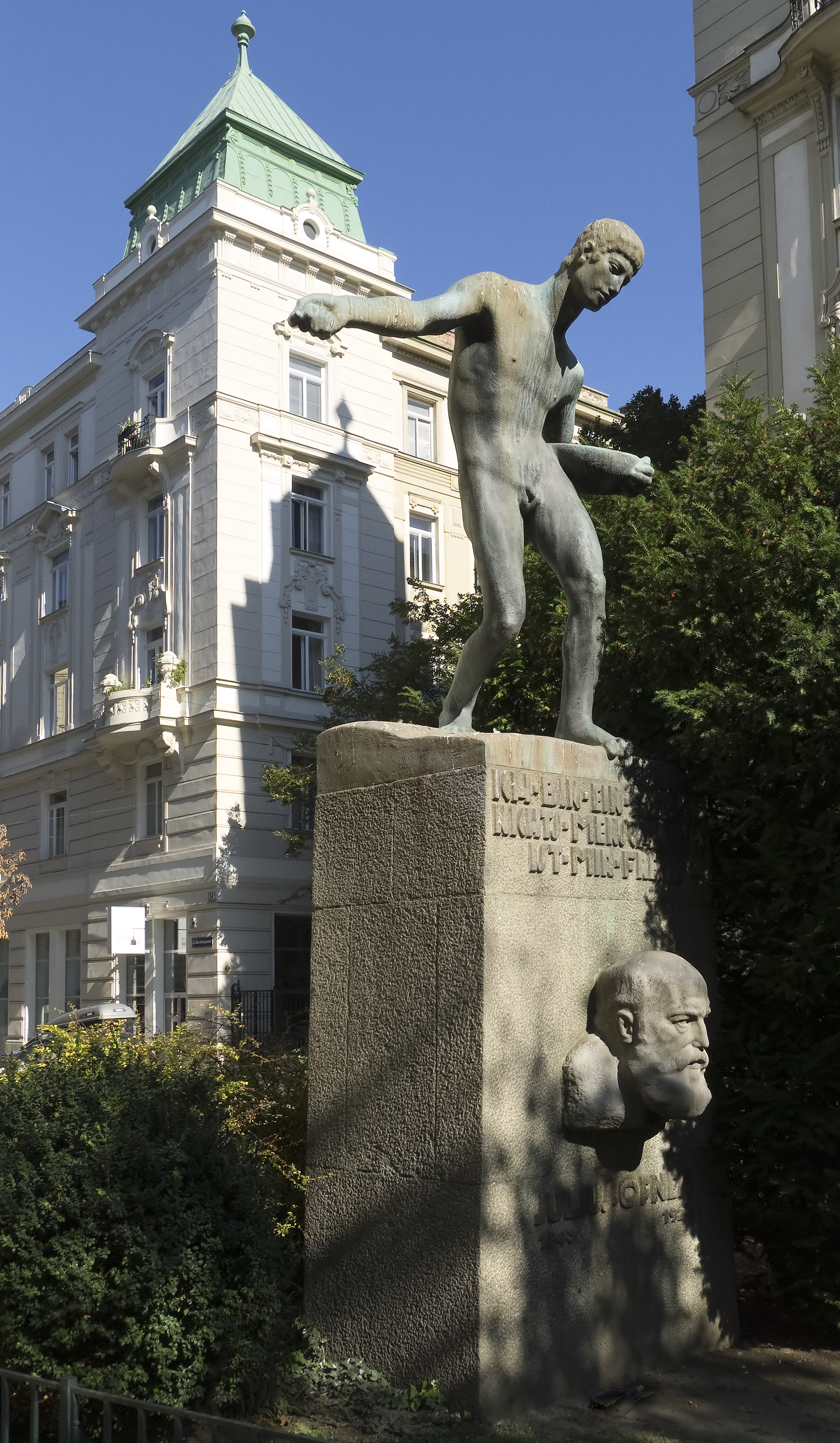
Nr. 26, Denkmal für Julius Ofner
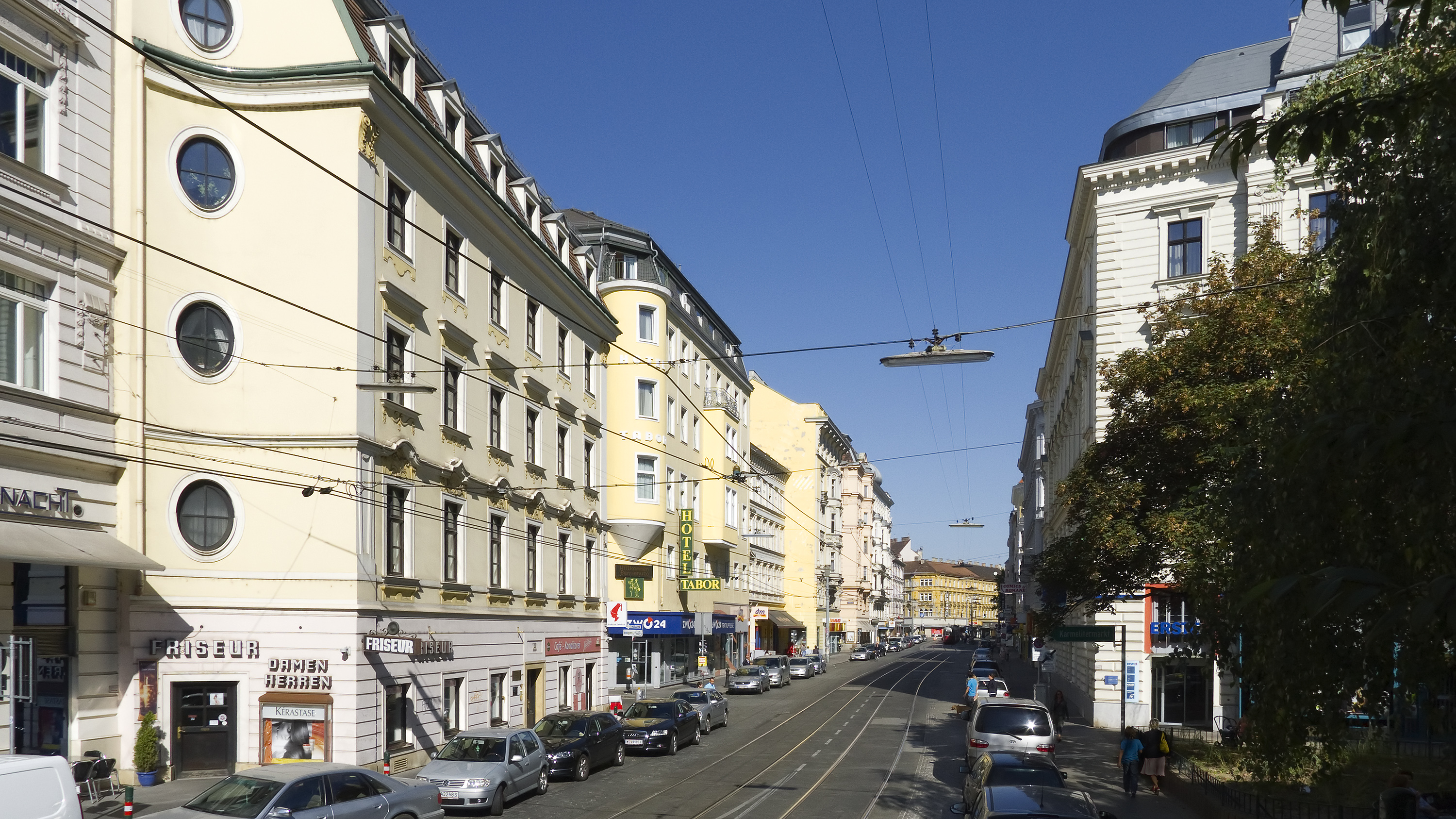
Ab Nr. 27, Kreuzung Tandelmarktgasse
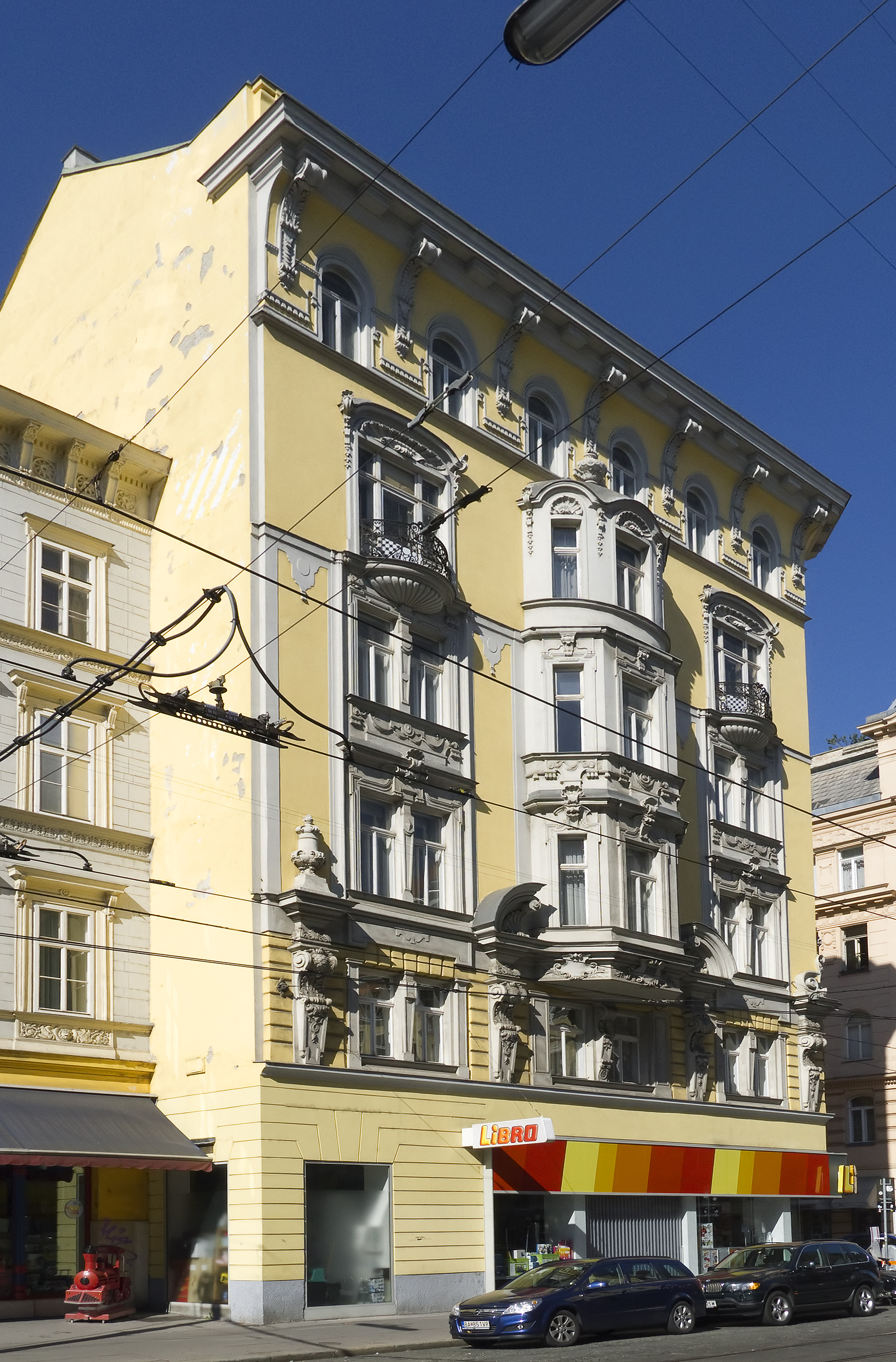
Nr. 29, Wohn- und Geschäftshaus
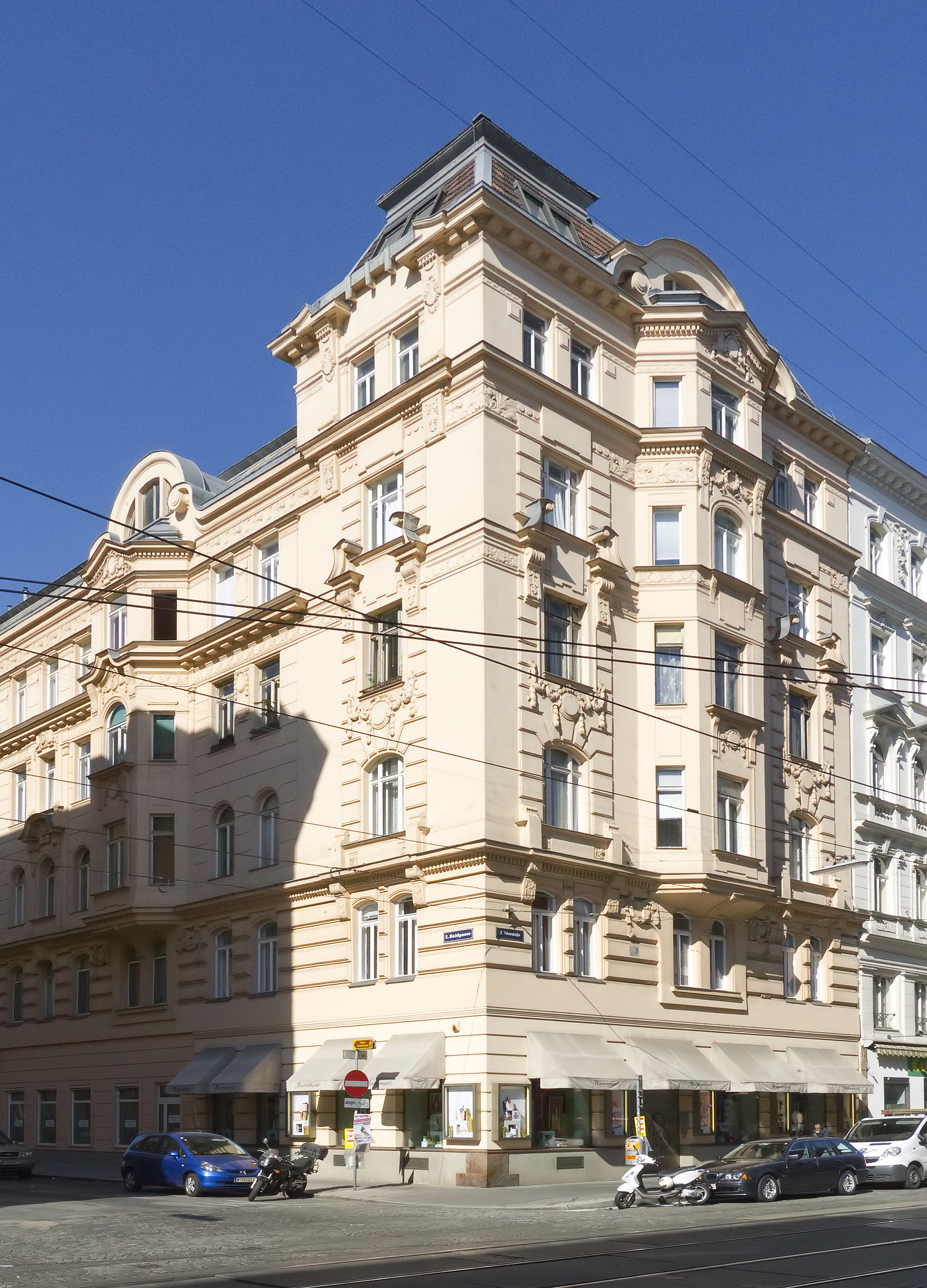
Nr. 31, Wohn- und Geschäftshaus
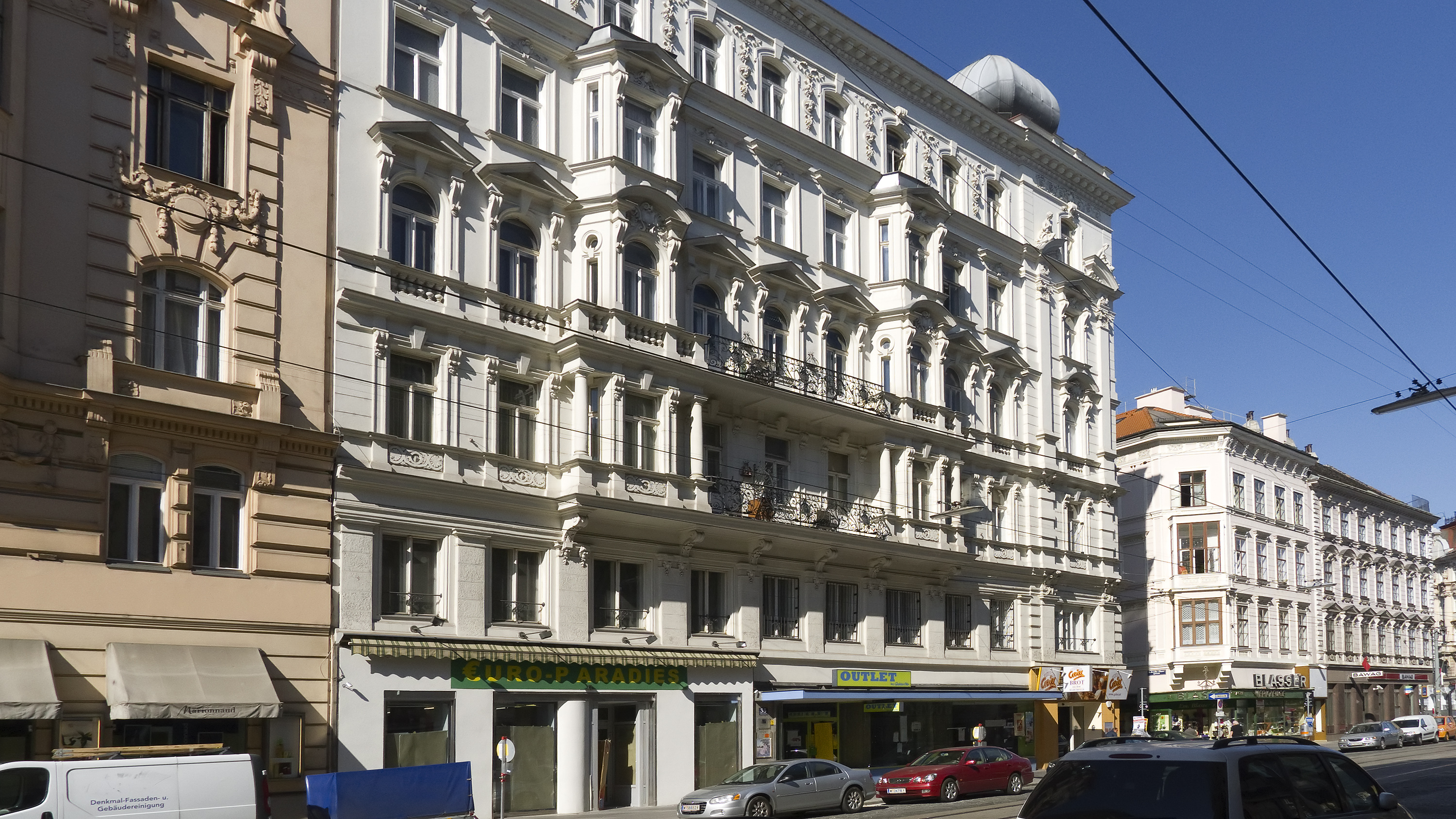
Nr. 33, Wohn- und Geschäftshaus
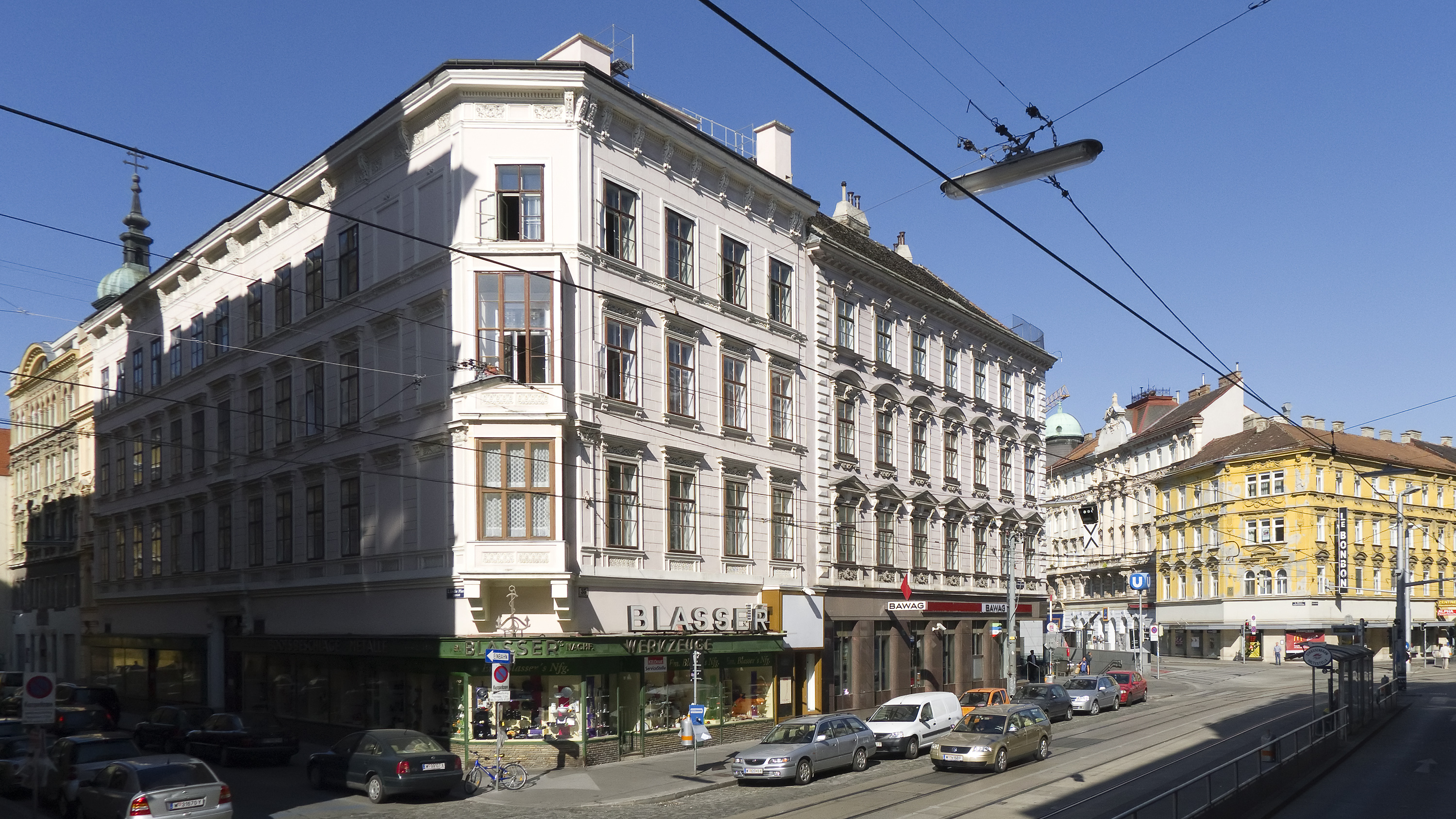
Nr. 35 und 37, Wohn- und Geschäftshaus
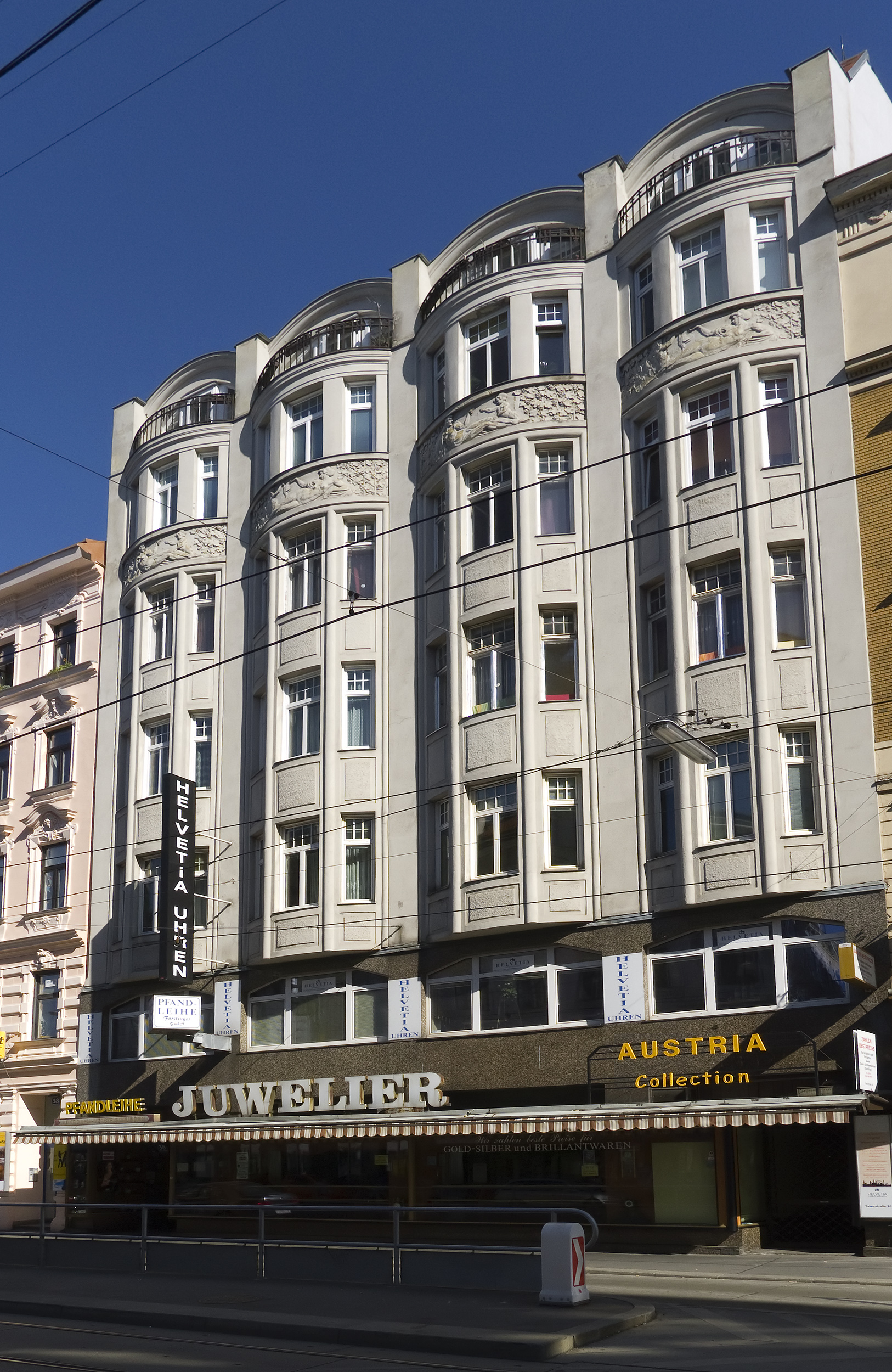
Nr. 36, Ehemaliges Helios-Kino
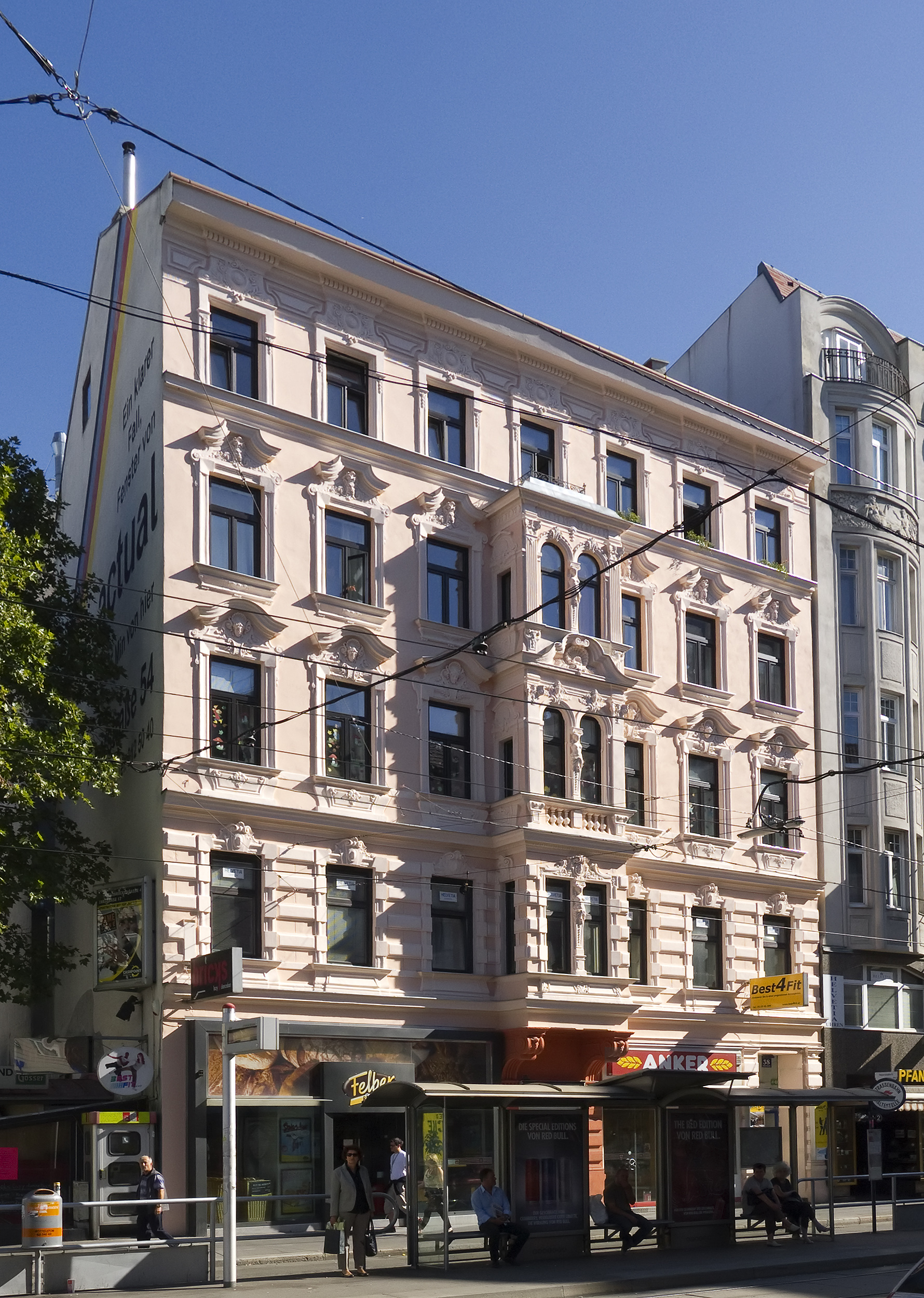
Nr. 38, Wohn- und Geschäftshaus
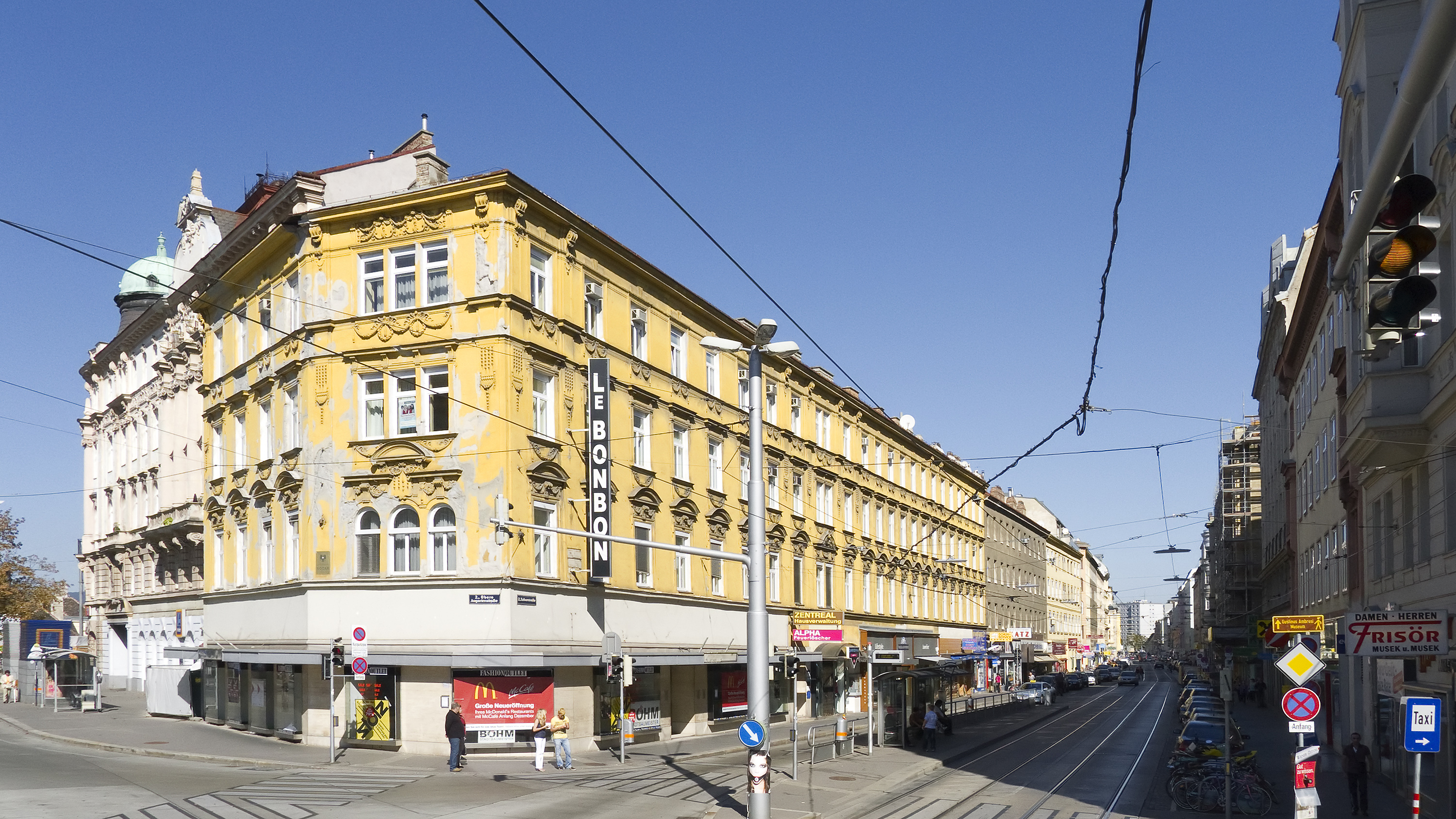
Ab Nr. 39, Kreuzung Obere Augartenstraße
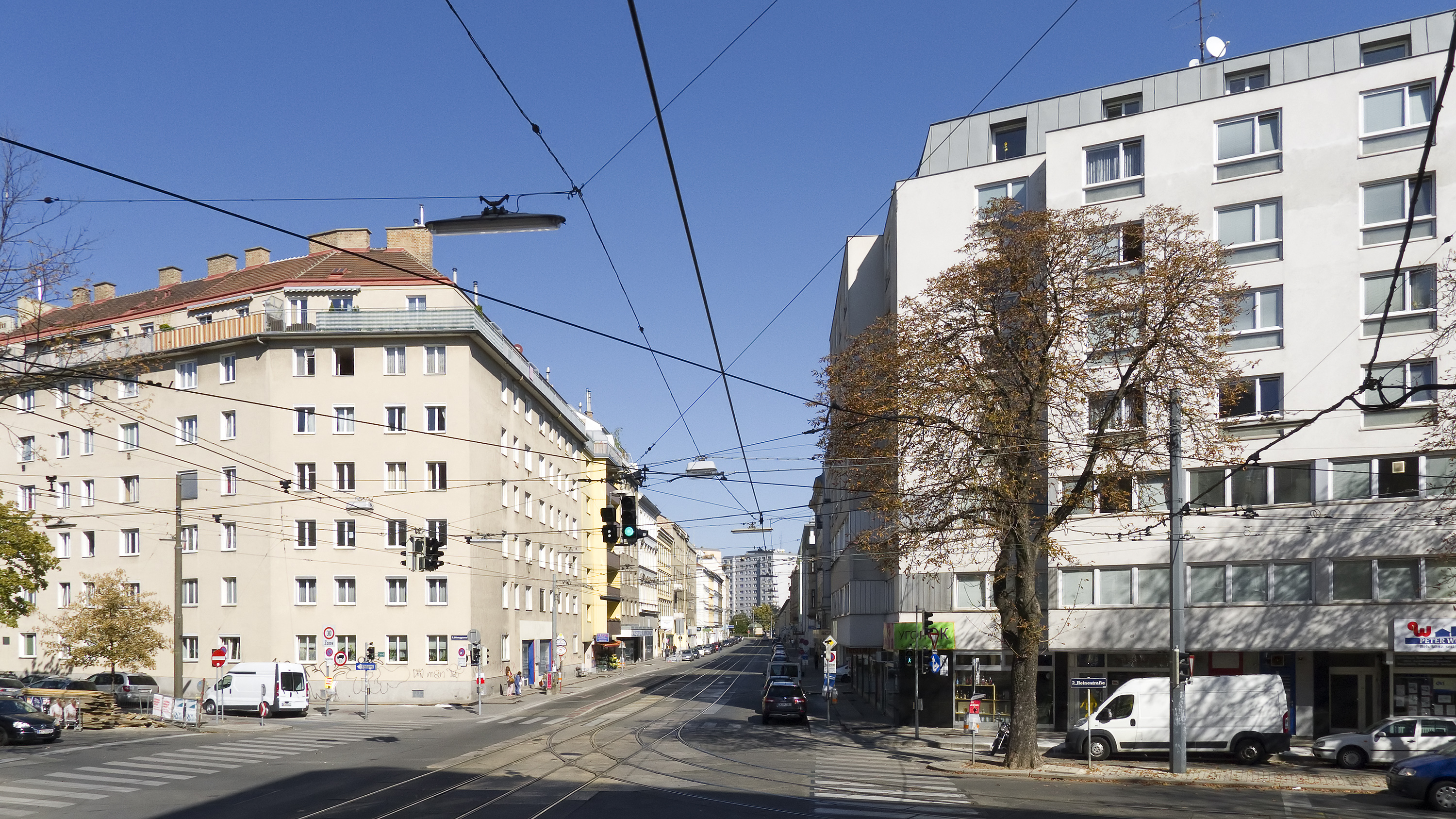
Ab Nr. 65, Kreuzung Heinestraße
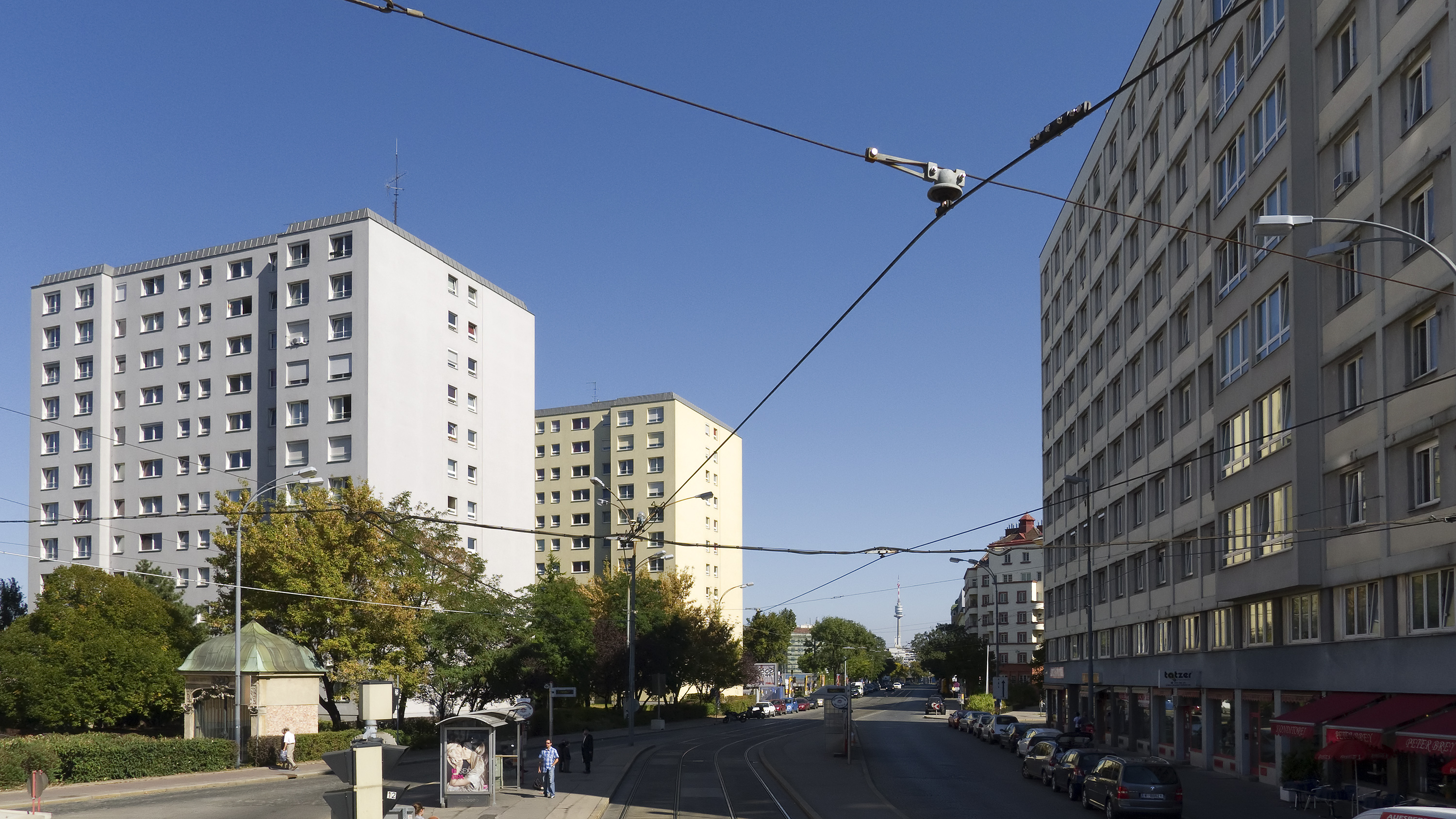
Ab Nr. 89, Kreuzung Nordwestbahnstraße
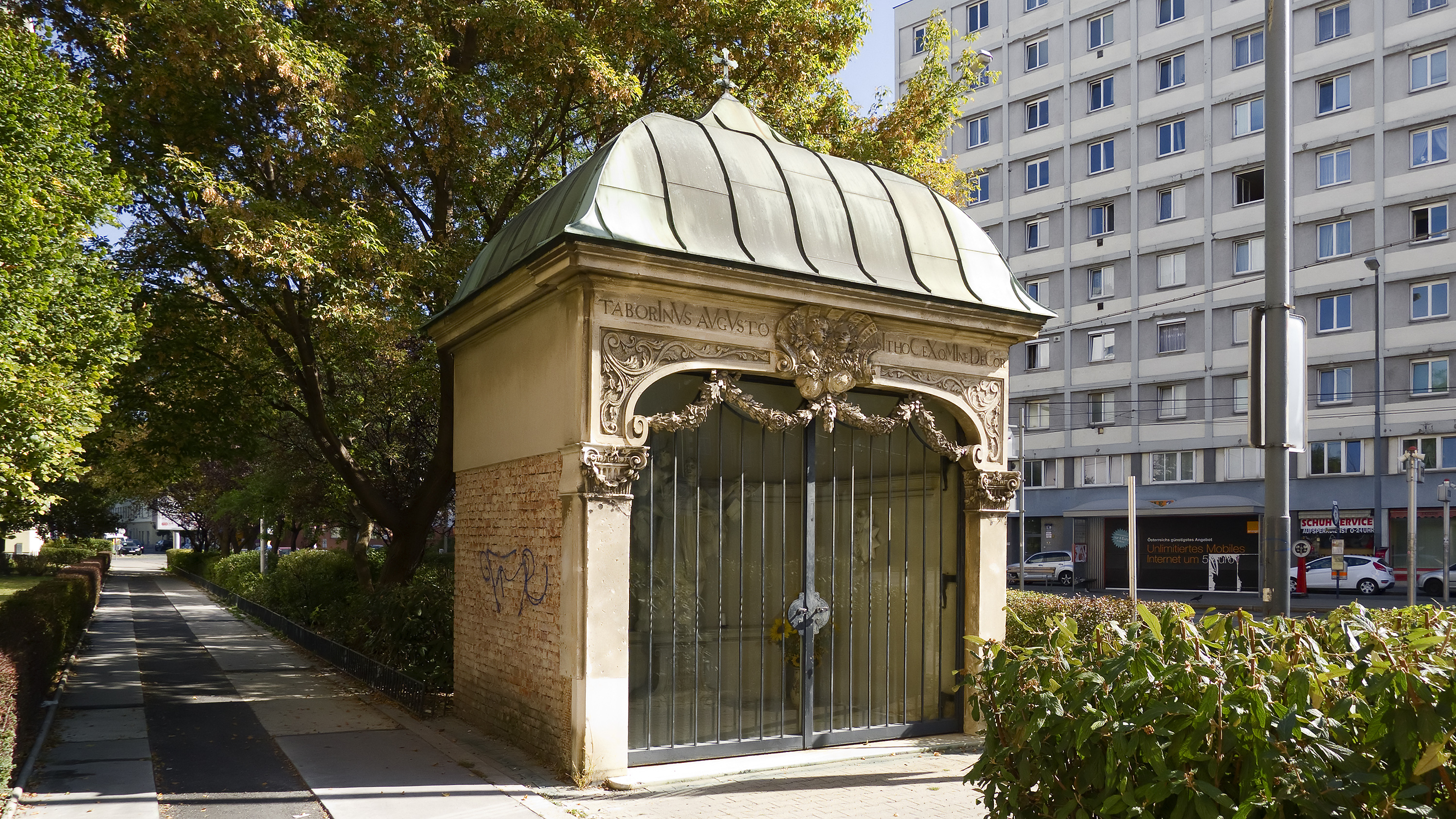
Nr. 89, Johannes-Nepomuk-Kapelle
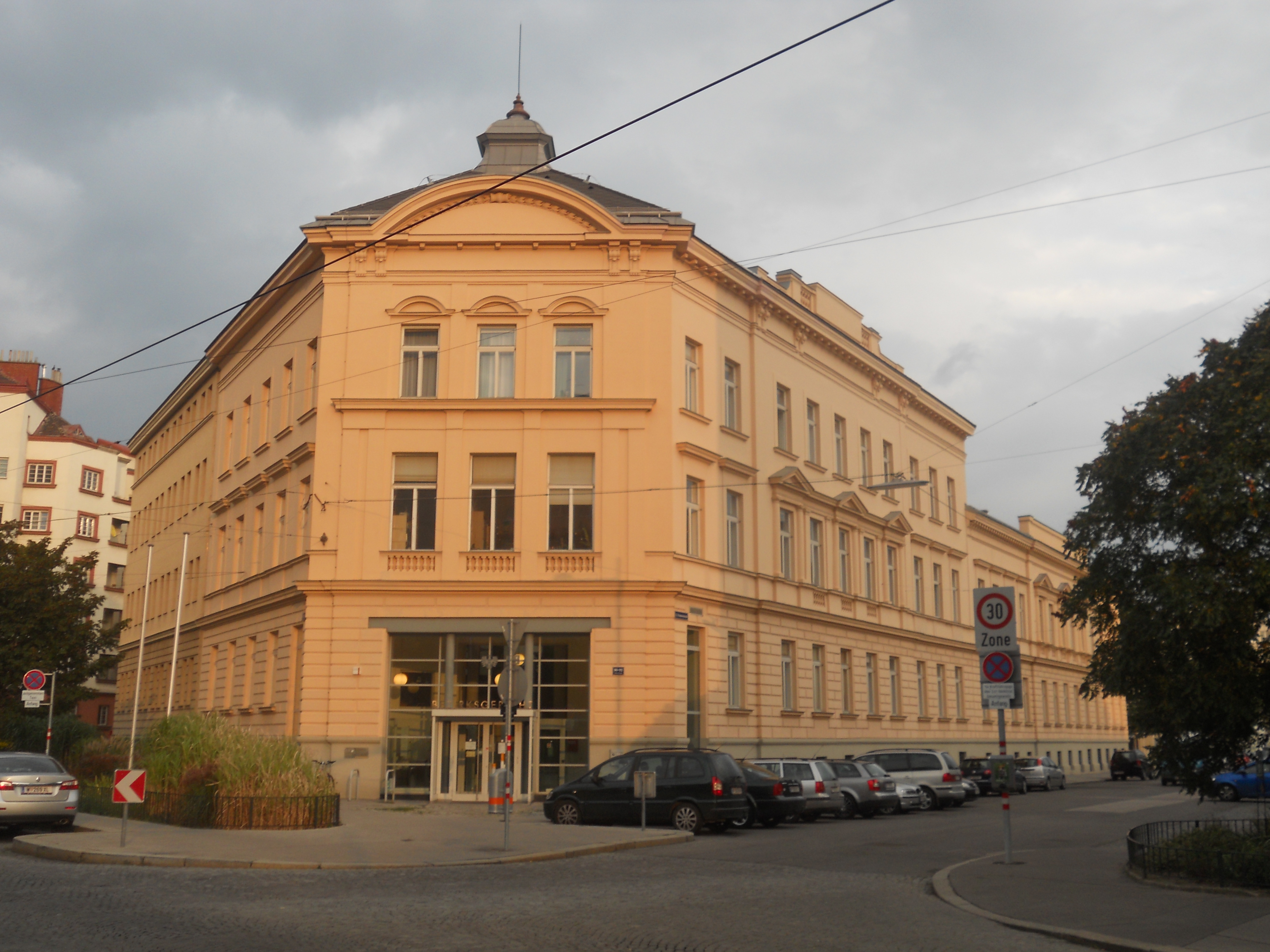
Nr. 90–92, Bezirksgericht
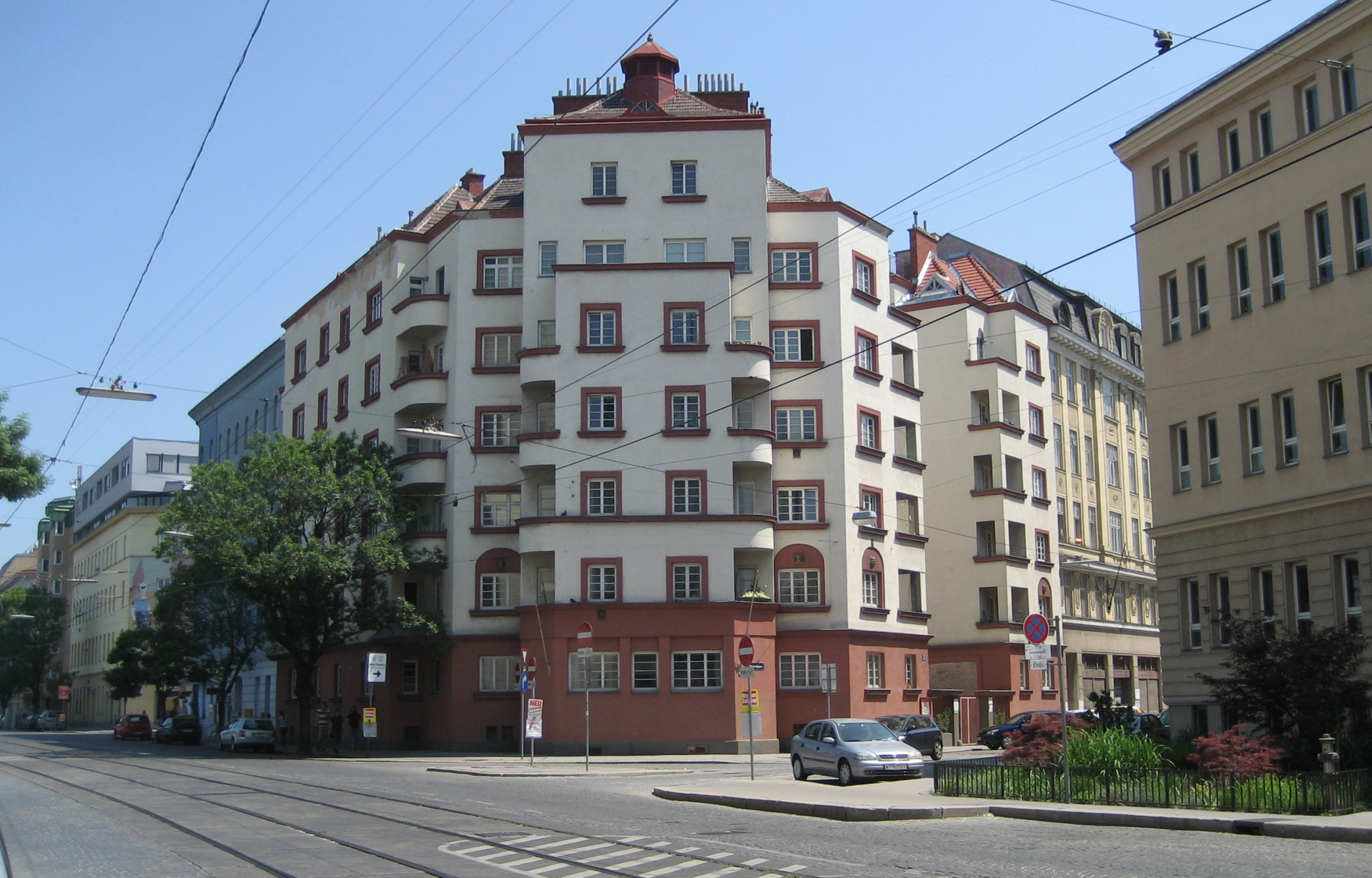
Nr. 94, Marinelli-Hof